# Sergio Mattarella
Sergio Mattarella (Palermo, 23 luglio 1941) è un politico e giurista italiano, 12º e attuale presidente della Repubblica Italiana dal 3 febbraio 2015.
Esponente dell'ala sociale del cristianesimo democratico, dal 1983 al 2008 ha ricoperto la carica di deputato, prima per la Democrazia Cristiana (di cui fu vicesegretario) e poi per il Partito Popolare Italiano, La Margherita e il Partito Democratico. Ha ricoperto la carica di ministro per i rapporti con il Parlamento (1987-1989), di ministro della pubblica istruzione (1989-1990), di vicepresidente del Consiglio (1998-1999), di ministro della difesa (1999-2001) e infine di giudice costituzionale (2011-2015).
Fu eletto capo di Stato il 31 gennaio 2015, al quarto scrutinio con 665 voti, poco meno dei due terzi dell'assemblea elettiva. Giurò il successivo 3 febbraio, diventando il primo siciliano a ricoprire tale carica. È stato rieletto il 29 gennaio 2022, all'ottavo scrutinio con 759 voti, divenendo dunque il secondo Presidente della Repubblica Italiana, dopo Giorgio Napolitano, a essere riconfermato per un secondo mandato, oltreché il secondo più votato di sempre dopo Sandro Pertini. Il 6 ottobre 2023 diventa il Presidente della Repubblica più duraturo della storia dell'Italia repubblicana.
Come capo dello Stato ha finora conferito l'incarico a quattro presidenti del Consiglio dei ministri: Paolo Gentiloni (2016-2018), Giuseppe Conte (2018-2021), Mario Draghi (2021-2022) e Giorgia Meloni (dal 2022). Inoltre ha nominato una senatrice a vita, Liliana Segre (2018), e cinque giudici della Corte costituzionale: Francesco Viganò (2018), Emanuela Navarretta (2020), Marco D'Alberti (2022), Giovanni Pitruzzella e Antonella Sciarrone Alibrandi (2023).
Appena insediatosi, Mattarella ha dovuto affrontare diverse crisi, tra cui le conseguenze della grande recessione e la crisi europea dei migranti, che hanno cambiato radicalmente la vita politica, culturale ed economica del Paese e hanno segnato l'espansione del populismo. Nel 2020, sotto il suo mandato presidenziale, l'Italia è diventata uno dei Paesi più colpiti dalla pandemia di COVID-19, divenendo il primo Paese in Europa a implementare misure di contenimento per contrastare la diffusione della malattia.
Mattarella ha goduto, per l'intera durata del mandato, di ampia popolarità e di elevati indici di gradimento presso la popolazione. Tuttavia, è stato tacciato dalla controparte politica, analogamente a quanto avvenuto al suo predecessore, Giorgio Napolitano, di intrusività nelle questioni politiche del Paese, intervenendo spesso nella fase di formazione degli esecutivi ed eccedendo, secondo i più critici, il ruolo prettamente cerimoniale e super partes riservato al Capo dello Stato. Mattarella è, infatti, intervenuto nel 2018, durante la formazione del governo Conte I, respingendo la nomina dell'euroscettico Paolo Savona quale ministro dell'Economia; successivamente, durante la crisi economica conseguente alla pandemia di COVID-19, si è fatto promotore della nomina dell'economista Mario Draghi quale nuovo Presidente del Consiglio, portando alla nascita di quello che è stato definito il "governo del Presidente", supportato dalla quasi totalità delle forze politiche presenti in Parlamento. In politica estera, ha espresso posizioni fortemente europeiste e atlantiste; ha, inoltre, favorito la firma del trattato del Quirinale assieme al presidente della Repubblica francese Emmanuel Macron e al governo Draghi, sulla cooperazione franco-italiana, sui temi della politica di sicurezza e di difesa comune e sulla partnership economica riguardo al commercio e al libero scambio tra i due Paesi.

## Biografia

### Formazione e attività accademica

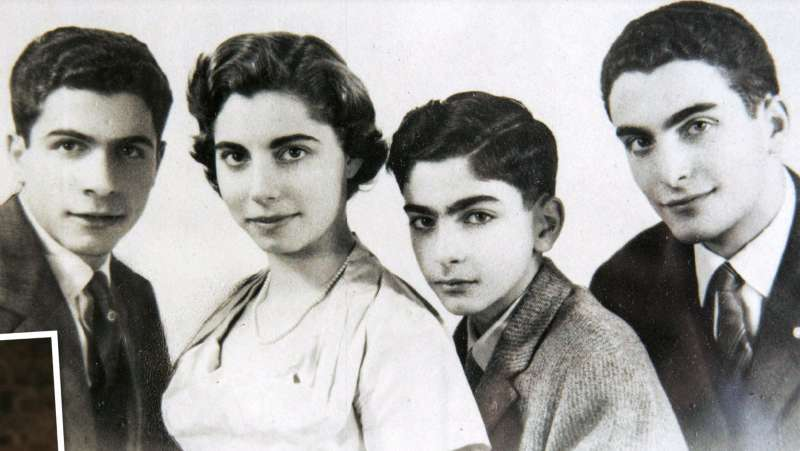
Sergio Mattarella bambino, secondo da destra, con i fratelli, da sinistra Antonino, Caterina e Piersanti

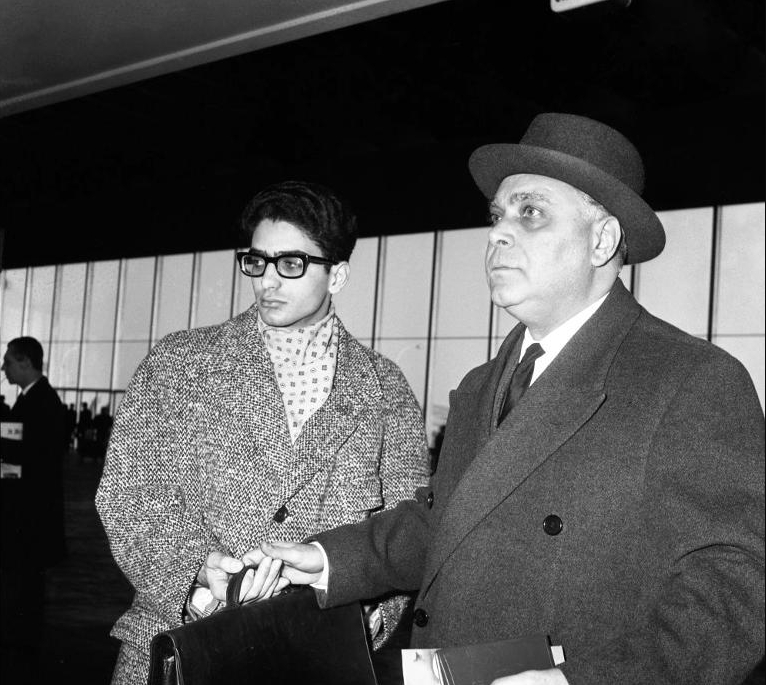
Sergio Mattarella insieme al padre Bernardo nel 1963

Sergio Mattarella è il quarto figlio di Bernardo Mattarella (1905-1971), politico democristiano cinque volte ministro tra gli anni cinquanta e sessanta, e di Maria Buccellato (1907-2001), entrambi di Castellammare del Golfo (TP). Uno dei suoi fratelli era Piersanti Mattarella, che nel 1980 fu assassinato da Cosa nostra mentre era Presidente della Regione Siciliana. Oltre a Piersanti e alla sorella maggiore Caterina, deceduta il 30 giugno 2015, ha un altro fratello, Antonino. Di tutti i fratelli, Sergio è l’unico ad essere nato a Palermo, mentre gli altri nacquero nella nativa Castellammare del Golfo.
Suo padrino di battesimo fu l'amico paterno Salvatore Aldisio, già deputato del Partito Popolare Italiano e ostracizzato dal regime fascista, che pochi anni dopo sarebbe tornato ad essere esponente di primo piano della ricostruzione democratica.
In gioventù, trasferitosi a Roma a causa degli impegni politici del padre, militò tra le file del Movimento Studenti della Gioventù Maschile di Azione Cattolica, del quale fu responsabile come delegato studenti di Roma e poi del Lazio dal 1961 al 1964, collaborando con l'assistente Filippo Gentiloni.
Dopo essersi diplomato al liceo classico San Leone Magno di Roma, istituto religioso dei Fratelli maristi delle scuole, nel 1964 si laureò in giurisprudenza presso l'Università "La Sapienza" di Roma con il massimo dei voti e la lode, discutendo una tesi su "La funzione dell'indirizzo politico".
Nel 1967 si iscrisse all'albo degli avvocati nel Foro di Palermo ed esercitò l'avvocatura in un avviato studio legale palermitano specializzato in diritto amministrativo. Mattarella intraprese inoltre la carriera accademica presso l'Istituto di Diritto Pubblico dell'Università di Palermo, come collaboratore di Pietro Virga, divenendo nel 1965 assistente di diritto costituzionale, e poi professore associato, insegnando diritto parlamentare sino al 1983, quando fu collocato in aspettativa per il mandato parlamentare.
Nella produzione scientifica, si è occupato prevalentemente di questioni parlamentari (specificamente il bicameralismo, il procedimento legislativo e l'attività ispettiva del Parlamento) e delle peculiarità dell'Amministrazione Regionale Siciliana, incluso l'intervento in materia di sviluppo economico.
Il 4 ottobre 2021 riceve la laurea magistrale ad honorem in “Relazioni internazionali ed europee” da parte dell'Università di Parma.

### Ingresso in politica con la DC
Vicino per tradizione familiare alla corrente morotea della Democrazia Cristiana, in seguito all'assassinio del fratello Piersanti per mano mafiosa nel 1980, Mattarella aumentò progressivamente il suo impegno politico.
Uno dei suoi primi incarichi di rilievo fu il ruolo di capo del collegio dei probiviri della DC, ricostituito in fretta alla fine del 1981 dopo un anno dalla scadenza a seguito dello scandalo P2 e dell'istituzione della relativa Commissione parlamentare d'inchiesta, presieduta dall'on. Tina Anselmi. L'organo di giustizia interna era stato incaricato di individuare i militanti iscritti alla loggia massonica di Licio Gelli (presenti negli elenchi e per i quali esistevano ulteriori prove) che andavano espulsi o sospesi, avendo violato lo statuto del partito che vietava l'iscrizione a logge massoniche.

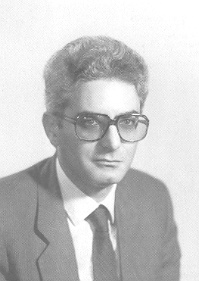
Sergio Mattarella nel 1983

Dal 1982 fu spinto dal neo-segretario DC Ciriaco De Mita a intensificare il proprio impegno politico attivo. In quell'anno, Cosa nostra era stata artefice degli omicidi del segretario regionale del PCI Pio La Torre e del prefetto di Palermo Carlo Alberto dalla Chiesa, che seguivano di appena due anni l'uccisione di Piersanti Mattarella. Questi eventi tragici scossero la credibilità del sistema politico regionale ponendo la DC di fronte alla necessità di una reazione nei confronti del fenomeno mafioso. La risposta ebbe inizio dal congresso regionale di Agrigento del febbraio 1983, nel quale fu eletto segretario regionale Giuseppe Campione, di area Zac, che si impose sulla corrente di Salvo Lima: in quella circostanza, fu proprio Mattarella a porre la condizione che l'elezione del Comitato Regionale del partito avvenisse con liste contrapposte: tale misura, accompagnata dalla presenza di una soglia di sbarramento, di fatto inibì alla piccola corrente dell'ex sindaco di Palermo Vito Ciancimino, ritenuto contiguo ad ambienti mafiosi, di trovare rappresentanza nel massimo organo regionale del partito. 
Quell'anno, alle elezioni politiche di giugno venne eletto alla Camera dei deputati nella circoscrizione della Sicilia occidentale: con 119.969 preferenze, fu il secondo candidato più suffragato della circoscrizione.
Nel 1984 De Mita, rieletto segretario, maturò l'idea di agire più incisivamente sulla via del rinnovamento e di azzerare i vertici palermitani del partito. A tale scopo, il 30 ottobre, cinque giorni prima della sua visita a Palermo, nominò Mattarella commissario straordinario. In tale veste nel 1985 Mattarella si fece promotore della formazione a Palermo di una giunta comunale di rinnovamento guidata da Leoluca Orlando, che era stato tra i collaboratori di suo fratello Piersanti alla Regione Siciliana: la giunta Orlando fu uno degli elementi distintivi della cosiddetta primavera palermitana. Mattarella restò commissario della DC palermitana fino al luglio 1988.

### Primi incarichi ministeriali
Rieletto alla Camera nel 1987 con 143 935 preferenze, si mantenne vicino alle correnti di sinistra del partito e in particolare al segretario De Mita e ai suoi collaboratori, come Roberto Ruffilli. A luglio dello stesso anno fu nominato ministro per i rapporti con il Parlamento del governo Goria e confermato nell'incarico nel 1988 con il governo De Mita. Nei due anni di incarico ministeriale, sino a luglio 1989, seguì l'iter di riforma dell'ordinamento della Presidenza del Consiglio dei ministri e la modifica dei regolamenti parlamentari che assegnava carattere di ordinarietà al voto palese.

### Ministro della Pubblica Istruzione
Nel luglio del 1989, con la formazione del governo Andreotti VI, fu nominato Ministro della pubblica istruzione. A gennaio del 1990 guidò la prima Conferenza nazionale della scuola che discusse il rinnovamento del sistema dell'istruzione e affrontò il tema dell'autonomia scolastica. E mentre, a marzo dello stesso anno, si teneva un maxi-concorso a cattedre per la Scuola secondaria di secondo grado, Mattarella intervenne con il riordino dei programmi didattici del biennio delle scuole superiori, portando a compimento i primi passi del Progetto Brocca, il programma di revisione del sistema didattico intrapreso sotto il predecessore Giovanni Galloni nel 1988.
Curò inoltre il progetto di riforma complessiva della scuola elementare che dopo alcuni anni di sperimentazione, con la legge 148 del 23 maggio 1990, rese universale il modulo dei tre insegnanti su due classi portando al superamento del tradizionale maestro unico. Mattarella la definì "una riforma che rende possibile la piena attuazione dei nuovi programmi", ma non mancarono le critiche da parte delle opposizioni di sinistra: il deputato Sergio Soave la definì "una riforma dimezzata e svilita per l'orario, per il maestro prevalente che rimane in prima e in seconda e perché non prevede, di fatto, nessuno stanziamento per la limitazione del tempo pieno". Inizialmente avversata a causa dei maggiori costi per il bilancio statale, la riforma è stata con il tempo considerata di grande portata innovativa sotto il profilo pedagogico.
A fine giugno trovava approvazione la cosiddetta legge antidroga, che demandava alle scuole l'educazione alla salute: il connubio tra sistema di istruzione e misure di prevenzione, non solo in materia sanitaria, era in effetti parte delle linee programmatiche che il ministro aveva tracciato.

### Dimissioni dal governo Andreotti e ritorno al partito
Appena un mese dopo, il 27 luglio 1990, Mattarella si dimise dall'incarico di ministro insieme ad altri esponenti della sinistra democristiana (Mino Martinazzoli, Riccardo Misasi, Carlo Fracanzani e Calogero Mannino) per protestare contro la fiducia posta dal governo sul disegno di legge Mammì di riassetto del sistema radiotelevisivo, che venne soprannominato sarcasticamente legge Polaroid in quanto, a detta dei detrattori, esso si limitava a fotografare l'esistente condizione di duopolio, legittimando la posizione dominante del gruppo televisivo Fininvest di Silvio Berlusconi.
Rimasto privo di incarichi di governo, a dicembre 1990 diventò uno dei due vicesegretari della Democrazia Cristiana durante la segreteria di Arnaldo Forlani, in quota alle correnti di sinistra del partito. Mantenne l'incarico fino al 1992, quando il nuovo segretario politico Martinazzoli gli affidò la direzione politica del quotidiano democristiano Il Popolo.

### Legge Mattarella e fondazione del nuovo Partito Popolare
Alle elezioni del 1992 Sergio Mattarella venne rieletto alla Camera con 50 280 preferenze, confermandosi il secondo democristiano più votato del collegio elettorale della Sicilia occidentale. Nel corso dell'XI legislatura fu relatore delle leggi di riforma del sistema elettorale della Camera e del Senato che, recependo l'esito del referendum del 1993, introducevano una preponderante componente maggioritaria sia pure mitigata dall'attribuzione, con il sistema proporzionale, del 25% dei seggi. La legge Mattarella, alla quale il politologo Giovanni Sartori diede l'appellativo di Mattarellum, fu impiegata per le elezioni politiche del 1994, del 1996 e del 2001. Mattarella, inoltre, fu componente della commissione bicamerale per le riforme costituzionali, della quale per pochi mesi ricoprì l'incarico di vicepresidente.
Sergio Mattarella venne solo sfiorato dalle inchieste su Tangentopoli: nell'agosto 1993 fu uno dei destinatari di un'informazione di garanzia che seguiva le dichiarazioni di un imprenditore edile siciliano all'epoca sotto processo per turbativa d'asta di aver ricevuto 50 milioni di lire e dei buoni benzina. Mattarella annunciò le sue dimissioni da tutti gli incarichi e ricevette la solidarietà di Mino Martinazzoli, allora segretario del partito, un gesto criticato pubblicamente da Francesco Cossiga perché in contrasto con quanto fatto per altri inquisiti. Venne in seguito assolto dall'accusa.
Mattarella fu uno dei protagonisti del rinnovamento della DC che avrebbe condotto nel gennaio 1994 alla fondazione del Partito Popolare Italiano, nelle cui liste sarebbe stato eletto alla Camera nel 1994 e nel 1996.

### Scontro con Rocco Buttiglione e fondazione dell'Ulivo

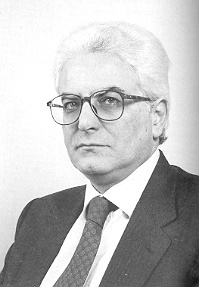
Sergio Mattarella nel 1994

Al congresso di luglio 1994, insieme alla componente più di sinistra dei popolari, si oppose alla candidatura di Rocco Buttiglione alla segreteria del partito, in sostituzione del segretario dimissionario Martinazzoli. Con l'affermazione congressuale di Buttiglione e delineandosi una linea politica orientata a un'alleanza con il Polo delle Libertà di Silvio Berlusconi, Mattarella si dimise dalla direzione de Il Popolo, che dopo lo scioglimento della Democrazia Cristiana era diventato il giornale di riferimento del PPI, e continuò la battaglia politica interna.
Già il 20 luglio 1994 aveva dichiarato in un'intervista su l'Unità di ritenere interessante la nuova proposta politica che si andava delineando di un nuovo centro-sinistra, "soprattutto per chi ha grande nostalgia della strategia politica di Aldo Moro". Nel 1995, al culmine dello scontro interno al PPI, apostrofò il segretario, che pervicacemente cercava l'alleanza con la destra, come «el general golpista Roquito Butillone...» e definì «un incubo irrazionale» l'ipotesi che Forza Italia potesse essere accolta nel Partito Popolare Europeo.
Sostenitore, sin dal 1995, della candidatura di Romano Prodi alla guida di una coalizione di centro-sinistra (L'Ulivo) comprendente, tra gli altri, il PPI e il PDS, fu confermato alla Camera alle elezioni del 1996 e venne eletto capogruppo dei deputati "Democratici e Popolari".
Dal 1997 al 1998 fece parte dell'ufficio di presidenza della Commissione parlamentare per le riforme costituzionali presieduta da Massimo D'Alema.

### Ministro nei governi D'Alema e Amato

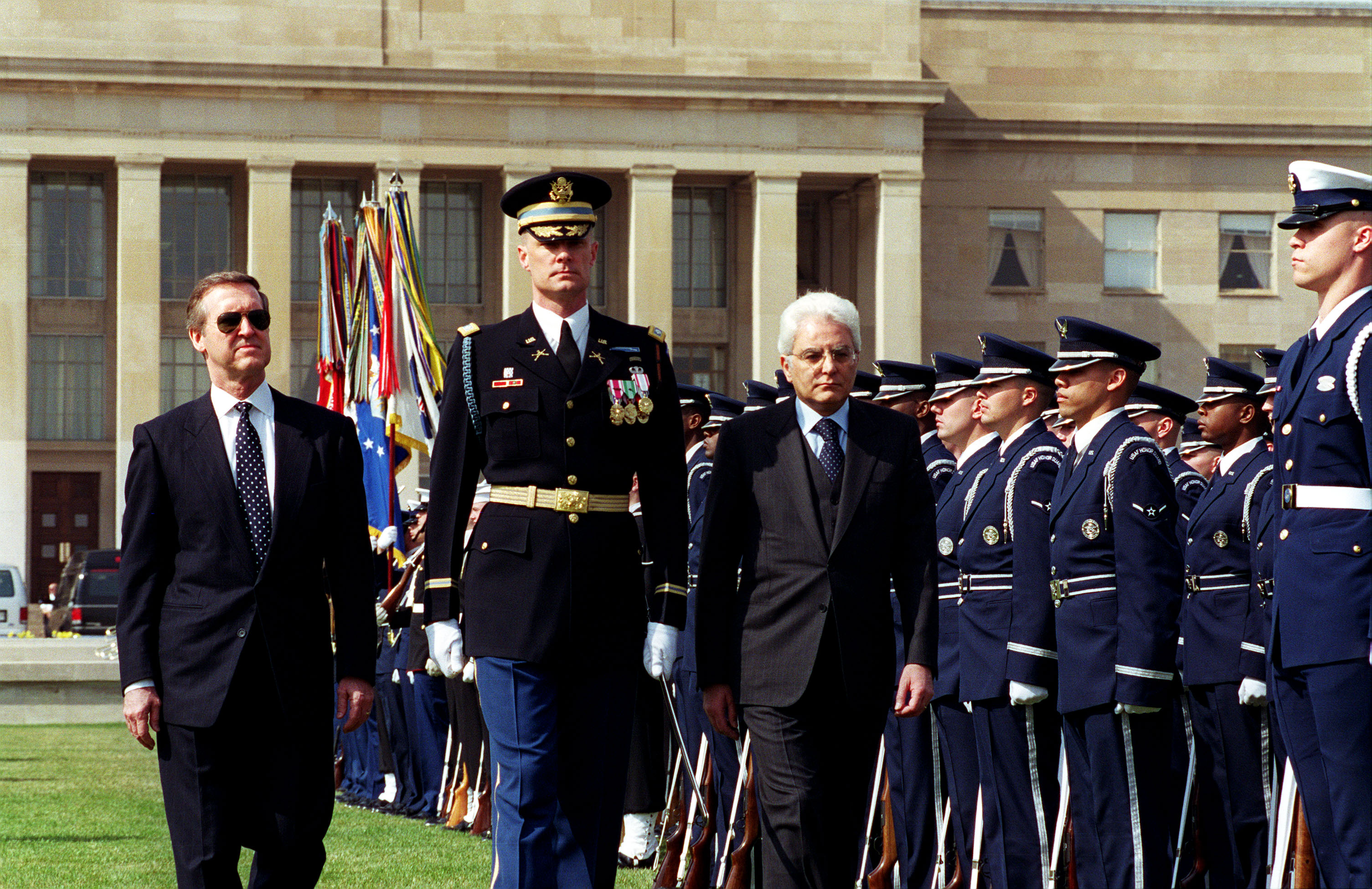
Mattarella, ministro della difesa, al Pentagono con l'omologo William Cohen

Caduto il primo governo Prodi, Mattarella assunse la carica di Vicepresidente del Consiglio durante il governo D'Alema I, con delega ai servizi segreti che cercò di riformare.
La riforma dei servizi segreti proposta da Mattarella non seguiva le indicazioni della “Commissione Jucci”, che aveva lavorato a lungo sul tema e che proponeva un servizio unico non dipendente dal presidente del Consiglio. Essa invece puntava a rafforzare il ruolo di controllo politico dei servizi da parte della presidenza del Consiglio, in coordinamento con il Digis (Dipartimento governativo delle informazioni per la sicurezza) sottraendo potere al Viminale e alla Difesa.
I direttori delle due agenzie (il vecchio Sismi, servizio segreto militare, sarebbe diventato Aise e il Sisde si trasformò in Aisi) sarebbero stati nominati, nei propositi di Mattarella, non più dai due ministri, ma dal premier, che avrebbe potuto avvalersi di una autorità o di un sottosegretario con delega ai servizi.
La riforma Mattarella è stata la base della successiva riforma dei servizi segreti del 2007.
Tenne invece il ministero della difesa nei successivi governo D'Alema II e governo Amato II, sino al 2001. L'incarico di Mattarella al ministero della Difesa seguì la delicata partecipazione dell'Italia all'operazione Allied Force, con la quale la NATO era intervenuta nella guerra del Kosovo, e coincise con l'approvazione della legge di riforma delle Forze Armate che aboliva di fatto il servizio di leva obbligatorio. Nello stesso periodo venne approvato il decreto legislativo 297/2000 che rendeva l'Arma dei Carabinieri una forza armata autonoma.
Il 27 luglio 2000 Mattarella siglò per l'Italia con altri Paesi europei l'accordo di Farnborough per la progressiva ristrutturazione e integrazione dell'industria europea della difesa, accordo che venne poi ratificato nel 2003. Nell'ambito della ristrutturazione del comparto della difesa su chiave continentale, Mattarella si impegnò a nome del governo per la partecipazione dell'Italia nel consorzio per la costruzione dell'Airbus A400M Atlas, una decisione poi ricusata dal successivo governo Berlusconi II a fine 2001.

### Anni successivi
Nel 2001 Mattarella fu rieletto alla Camera dei deputati nelle liste de La Margherita, che comprendeva l'intera componente dei popolari e nella quale pochi mesi dopo il PPI si sarebbe fuso. A differenza delle elezioni precedenti, non fu candidato in Sicilia ma in Trentino-Alto Adige. Nominato, su iniziativa del presidente della Camera, componente del Comitato per la legislazione, ne fu vicepresidente sino al 2002 e presidente fino al 2003.
Alle elezioni politiche del 2006 fu candidato nella lista dell'Ulivo e venne eletto deputato per la settima volta. Nel 2007 fu tra gli estensori del manifesto fondativo dei valori del Partito Democratico, ma con lo scioglimento anticipato della XV legislatura il 28 aprile 2008, non si ricandidò.
Lasciato il Parlamento, il 22 aprile 2009 Mattarella è stato eletto dalla Camera dei deputati componente del Consiglio di presidenza della giustizia amministrativa, di cui è poi diventato vicepresidente. In seguito all'elezione abbandona il Partito Democratico, per preservare la sua indipendenza.

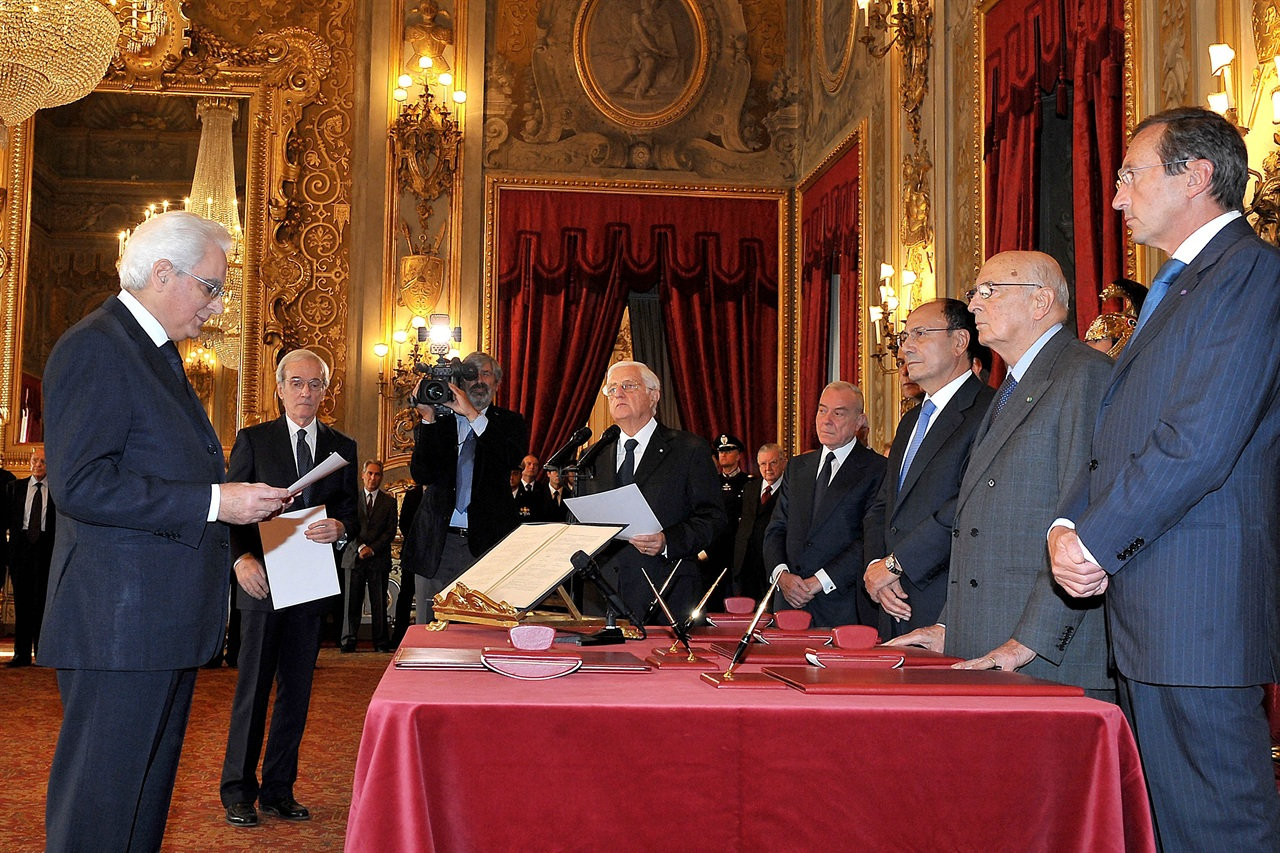
Mattarella presta giuramento come giudice costituzionale dinnanzi ai presidenti della Repubblica, del Senato e della Camera

Il 5 ottobre 2011 il Parlamento in seduta comune lo ha eletto giudice della Corte costituzionale alla quarta votazione con 572 voti, uno più del quorum richiesto. Come giudice della Corte è stato relatore di 39 sentenze. È stato uno dei giudici costituzionali che il 4 dicembre 2014 hanno dichiarato l'incostituzionalità della legge elettorale detta Porcellum in funzione dell'eccessivo premio di maggioranza che essa concede e della presentazione di liste elettorali 'bloccate', nella parte in cui non consentono all'elettore di esprimere una preferenza.
In occasione dell'elezione del Presidente della Repubblica Italiana del 2013 per la successione a Giorgio Napolitano il suo nome era in una terna di nomi proposta dal segretario del PD Pier Luigi Bersani per arrivare a un'ampia convergenza tra Partito Democratico, Il Popolo della Libertà e Scelta Civica nel primo scrutinio con il quorum più alto. Il nome fu poi scartato dalla rosa ristretta dal presidente del PdL Silvio Berlusconi in cui figuravano invece Giuliano Amato e Franco Marini, su cui infine cadde la scelta e che poi non venne eletto.

### Presidente della Repubblica

#### Primo mandato (2015-2022)

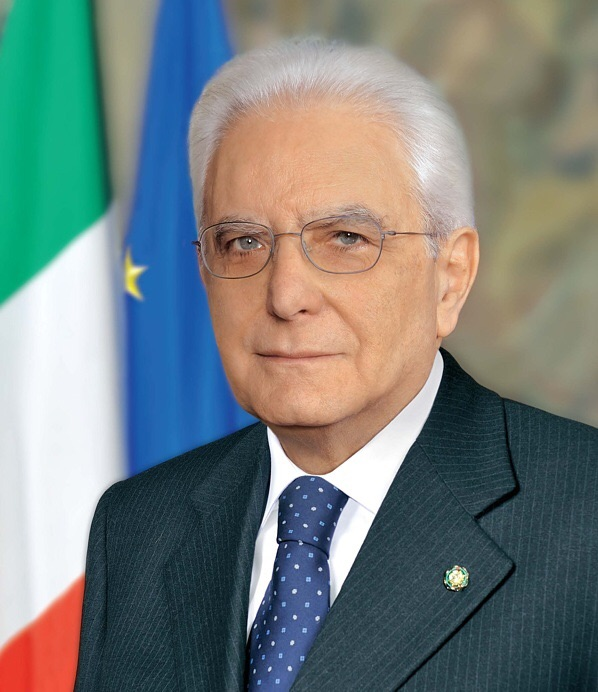
Ritratto ufficiale del Presidente della Repubblica Italiana Sergio Mattarella, 4 marzo 2015

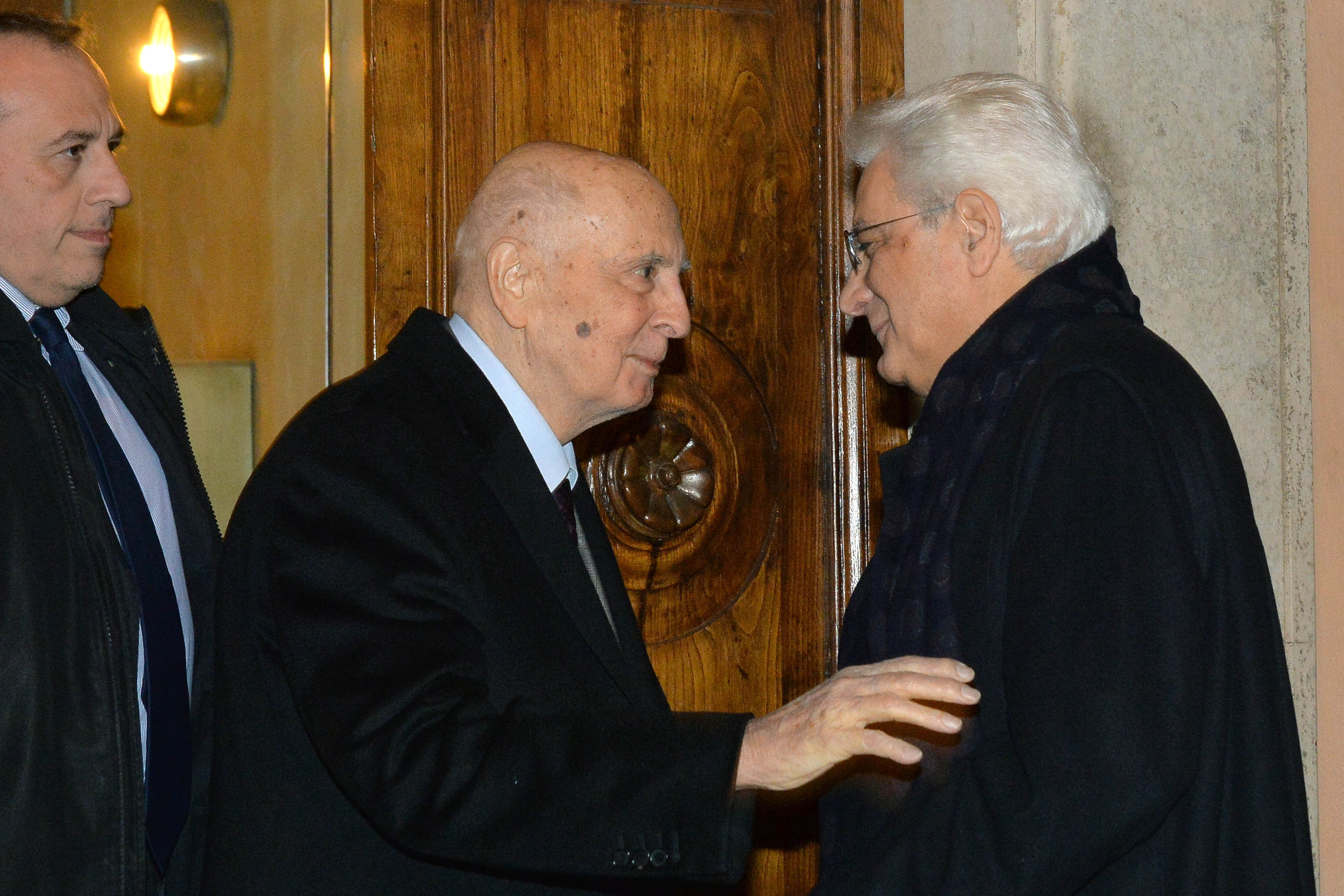
Sergio Mattarella incontra il suo predecessore Giorgio Napolitano dopo l'elezione a presidente

Nel gennaio 2015, con le dimissioni di Giorgio Napolitano, si rese necessario eleggere un nuovo presidente della Repubblica e il nome di Mattarella fu subito considerato tra quelli spendibili. Il 29 gennaio l'assemblea degli elettori del Partito Democratico, accogliendo la proposta del segretario Matteo Renzi, decise di votarlo nel quarto scrutinio. La candidatura di Mattarella ottenne subito l'appoggio di Sinistra Ecologia Libertà, Scelta Civica e di vari gruppi minori della maggioranza di governo, cui si aggiunsero al momento del quarto scrutinio anche i grandi elettori di Area Popolare. 
Così, il 31 gennaio, Mattarella poté essere eletto presidente con 665 voti, poco meno di due terzi dell'assemblea elettiva, prestando giuramento e insediandosi al Quirinale il successivo 3 febbraio. È il primo siciliano a ricoprire la carica di presidente della Repubblica.

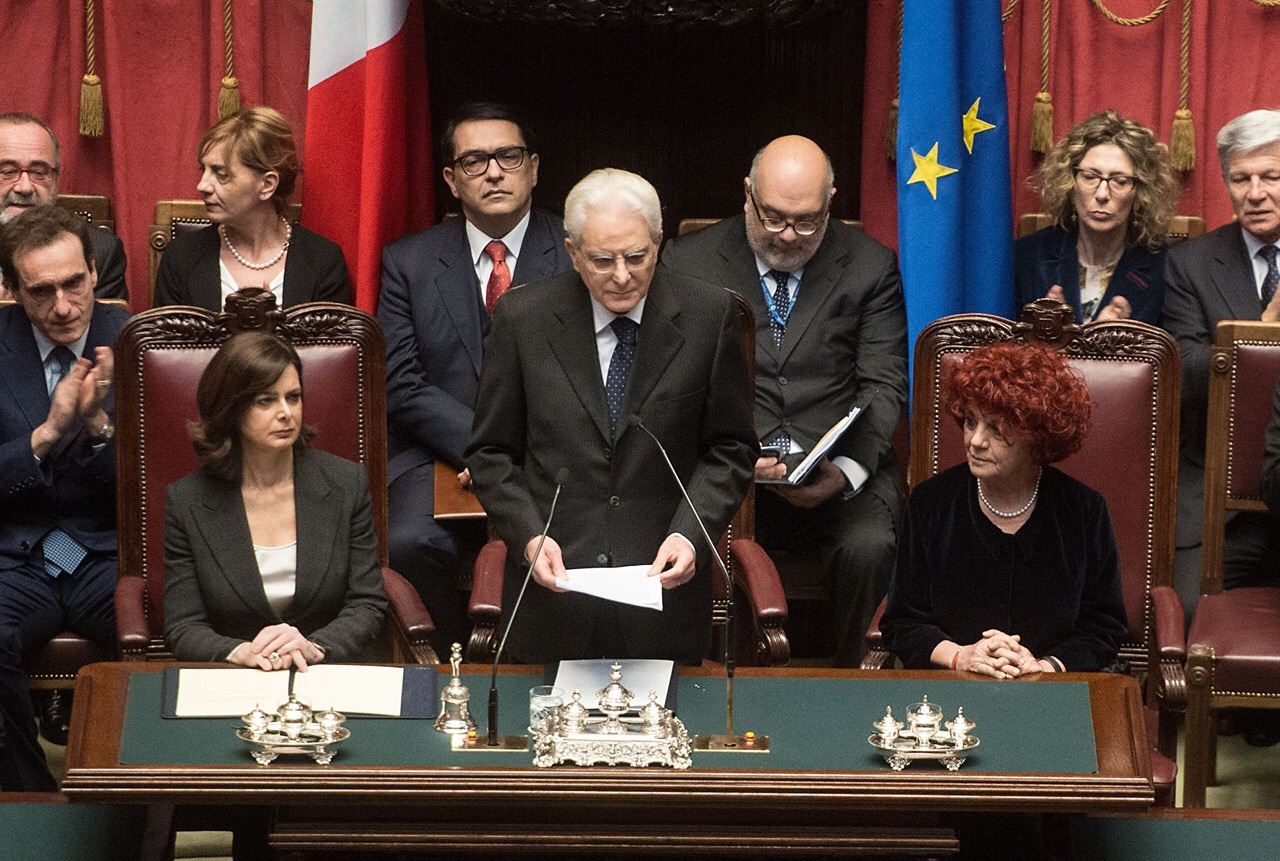
Sergio Mattarella pronuncia il discorso di insediamento dinanzi al Parlamento

Tra i primi atti della sua presidenza ci sono la rinuncia alla pensione da professore universitario (decurtata dallo stipendio da presidente) e l'ampliamento della zona visitabile del Quirinale. La sua prima visita presidenziale avvenne il giorno della sua elezione, quando visitò le Fosse Ardeatine dove, nel 1944 durante la seconda guerra mondiale, le truppe di occupazione nazista uccisero 335 persone come rappresaglia per un attacco partigiano. Mattarella in tale occasione ha dichiarato che "l'Europa e il mondo devono essere uniti per sconfiggere chiunque voglia trascinarci in una nuova era di terrore".

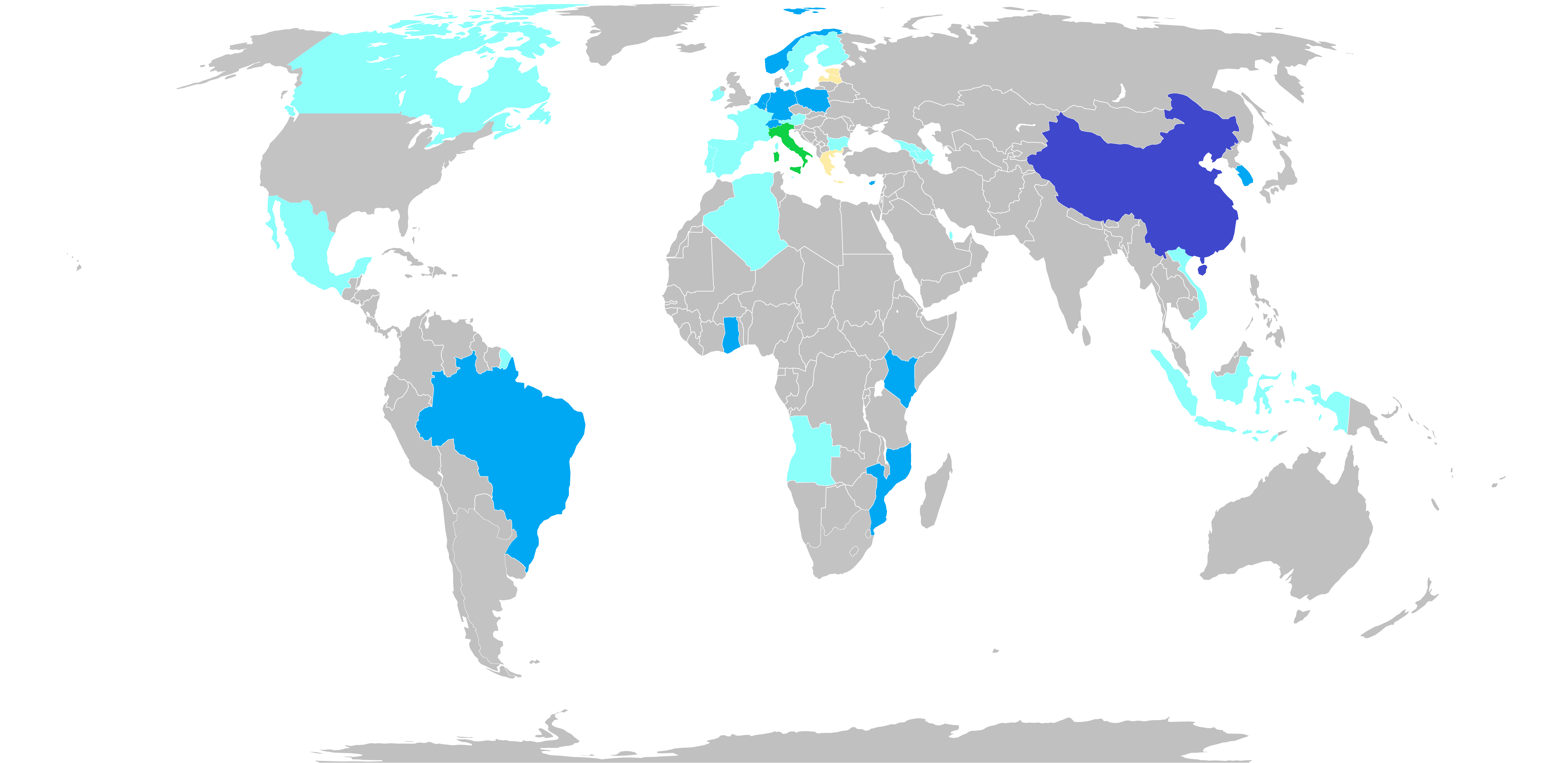
Le visite di Stato effettuate dal presidente Sergio Mattarella

Il 6 maggio 2015, Mattarella ha promulgato la nuova legge elettorale, nota come Italicum, che prevede un sistema a due turni basato su una rappresentanza proporzionale partito-lista, corretta da un bonus maggioritario e da una soglia di sbarramento del 3%. La legge è stata dichiarata incostituzionale nel 2017.
Il 3 novembre 2017, Mattarella ha promulgato la legge 165/2017 di riforma del sistema elettorale nota con il nome di Rosatellum bis, che disciplina l'elezione della Camera dei deputati e del Senato della Repubblica e che ha visto la sua prima applicazione alle elezioni politiche del 2018.

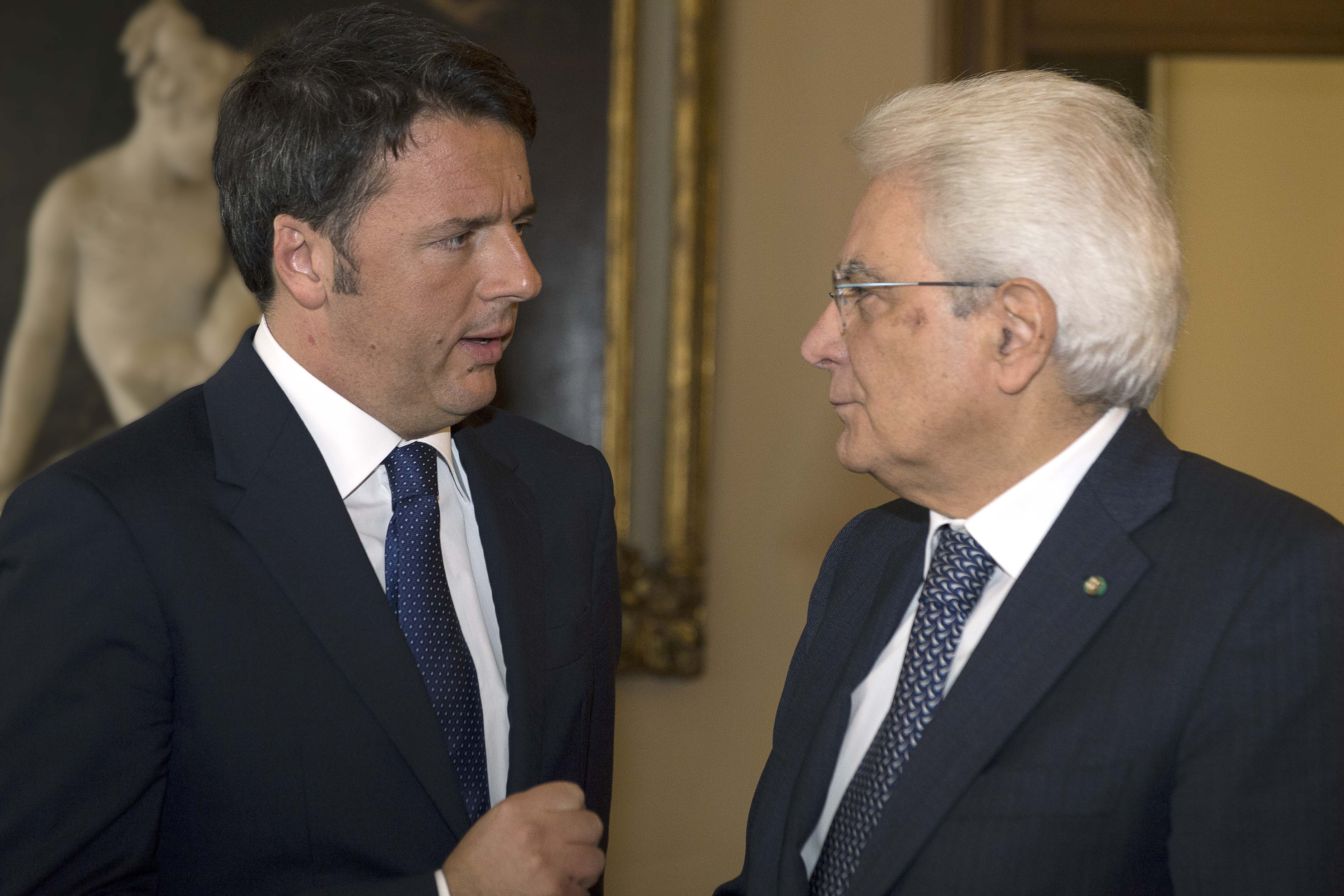
Mattarella e il Presidente del Consiglio Matteo Renzi nel 2015

##### Crisi politica del 2016
Il 5 dicembre 2016, all'indomani del referendum costituzionale che respinse il disegno di riforma costituzionale, Mattarella ricevette il presidente del Consiglio Matteo Renzi pronto a dimettersi, ma ne respinse le dimissioni per il tempo strettamente necessario all'approvazione della legge di bilancio, avvenuta due giorni dopo.
L'8 dicembre, divenute effettive le dimissioni del presidente del Consiglio, Mattarella avviò le consultazioni con le varie delegazioni dei partiti e con le altre cariche dello Stato. che si conclusero l'11 dicembre con il conferimento dell'incarico di formare un nuovo esecutivo al ministro degli esteri Paolo Gentiloni, che presta giuramento il giorno successivo.

##### Elezioni politiche del 2018

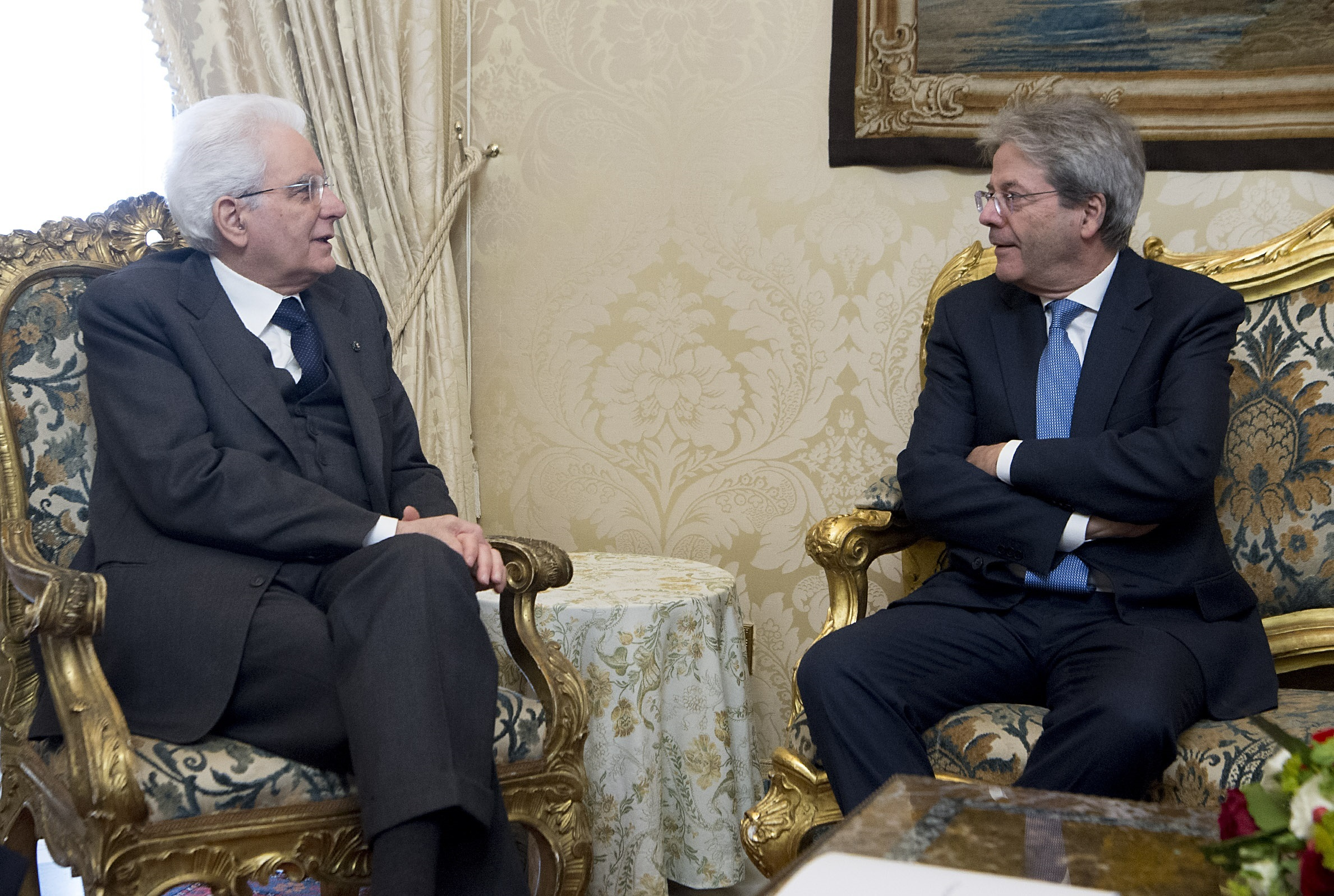
Mattarella e il Presidente del Consiglio Paolo Gentiloni nel 2018

Il 28 dicembre 2017 ha sciolto anticipatamente le Camere alcune settimane prima della scadenza naturale della XVII legislatura, dando così avvio alle procedure per il rinnovo del Parlamento culminate con le elezioni del 4 marzo 2018. Il 24 marzo, con l'avvio della XVIII legislatura e l'elezione dei presidenti di Camera e Senato, Mattarella ha accettato le dimissioni di Paolo Gentiloni da presidente del Consiglio, lasciando secondo la prassi il governo uscente in carica per il disbrigo degli affari correnti.
In occasione della Giornata della Memoria, nel gennaio 2018 Mattarella condanna pubblicamente le colpe del fascismo per le leggi razziali e le persecuzioni degli ebrei nel 1938, parlando di "un regime che non ebbe alcun merito, e nel quale la caccia agli ebrei non fu affatto una deviazione ma fu insita stessa alla natura violenta e intollerante di quel sistema".
Il 5 aprile 2018 Mattarella ha avviato le consultazioni delle forze politiche per la formazione del nuovo governo, che tuttavia non hanno lasciato emergere la possibilità di formare una maggioranza parlamentare. Dopo un secondo giro di consultazioni rivelatosi altrettanto infruttuoso, il 18 aprile ha conferito alla presidente del Senato Maria Elisabetta Alberti Casellati un mandato esplorativo, finalizzato a verificare l'esistenza di una possibile maggioranza parlamentare tra la coalizione di centro-destra e il Movimento 5 Stelle. Il 20 aprile, alla scadenza dell'incarico conferitole, la presidente Casellati ha comunicato il mancato raggiungimento dell'obiettivo. 
Il 23 aprile il capo dello Stato ha quindi affidato un mandato esplorativo al presidente della Camera Roberto Fico, con l'obiettivo di investigare la possibilità di un'intesa di governo tra M5S e PD. Seppur il mandato di Fico abbia avuto un iniziale esito positivo, le successive consultazioni tra le due forze politiche sono terminate in modo negativo. Il 7 maggio, dopo un ulteriore giro di consultazioni in cui non sono emersi accordi tra i partiti, il presidente Mattarella ha chiesto alle forze politiche la disponibilità ad appoggiare un "governo di garanzia" fino a dicembre, per poi svolgere nuove elezioni nel 2019.
Il 23 maggio 2018, dopo un accordo tra M5S e Lega in cui sono presenti elementi comuni dei programmi politici dei partiti e nuove consultazioni, il presidente della Repubblica ha ricevuto al Quirinale Giuseppe Conte (indicato dai leader dei due schieramenti come candidato premier), conferendogli l'incarico, che accetterà con riserva, di formare un nuovo governo.
Il 27 maggio Conte, sciogliendo la riserva, rimette l'incarico a seguito dell'opposizione di Mattarella al nome di Paolo Savona al Ministero dell'economia e delle finanze ufficialmente a causa delle sue posizioni anti-euro e dell'instabilità economica creatasi in quei giorni; a seguito di ciò, Giorgia Meloni e Luigi Di Maio annunciano quindi la volontà di mettere in stato di accusa Mattarella ai sensi dell'articolo 90 della Costituzione. Dopo la dichiarazione del presidente della Repubblica, il Quirinale fa sapere che il giorno seguente verrà ricevuto l'economista Carlo Cottarelli, al quale viene conferito l'incarico di formare il Governo, che accetta con riserva.
Il 31 maggio Cottarelli rimette il mandato poiché vicinissima la prospettiva di un governo politico che "è di gran lunga la migliore soluzione per il Paese". Infatti poco dopo il professor Conte viene convocato al Quirinale e, dopo la consultazione, rende nota la composizione del Consiglio dei ministri, nel quale il professor Savona compare come ministro per gli Affari europei invece che dell'Economia e delle finanze come nella vecchia proposta non andata a buon fine. L'indomani il Governo Conte I giura dinanzi al Presidente.

##### Crisi politica del 2019

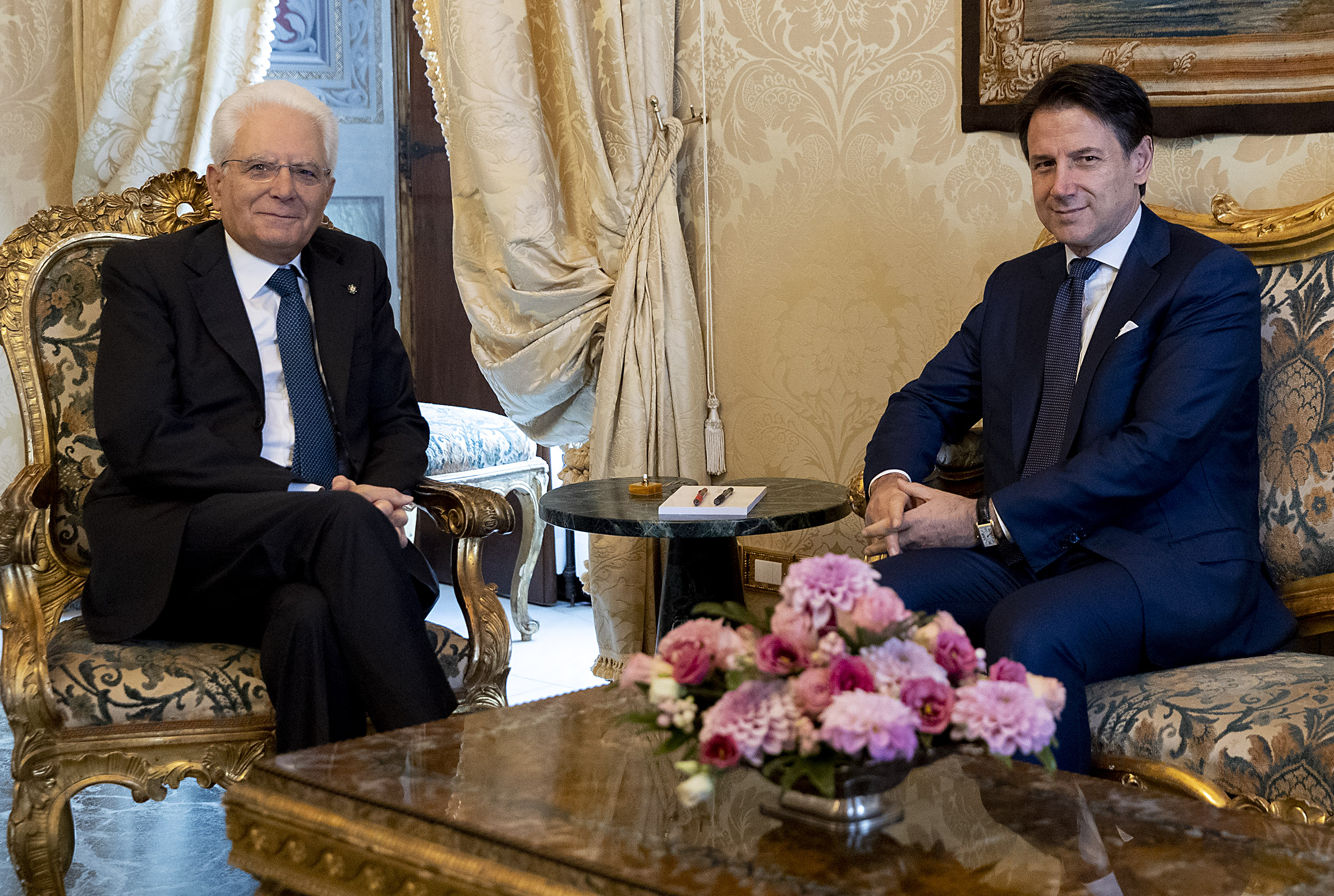
Mattarella con il Presidente del Consiglio incaricato Giuseppe Conte il 29 agosto 2019

Nella serata del 20 agosto 2019, al termine di un lungo e animato confronto parlamentare in Senato, dovuto ad una mozione di sfiducia presentata ed in seguito ritirata dalla Lega, il Presidente del Consiglio Giuseppe Conte si è recato dal Presidente della Repubblica, al quale ha presentato le dimissioni dalla carica di Presidente del Consiglio dei Ministri, restando in carica per il disbrigo degli affari correnti.
Il 21 agosto, il Capo dello Stato avvia una prima fase di consultazioni per risolvere la crisi di governo, tuttavia il giorno seguente, vista la non risoluzione della crisi e la richiesta di alcune forze politiche di altro tempo, decide di avviare nuove consultazioni per le giornate di martedì 27 e mercoledì 28.
Al termine delle consultazioni è emersa una possibile nuova maggioranza, tra il Movimento 5 Stelle e il Partito Democratico. Il 28 agosto, il leader del PD Nicola Zingaretti dichiara al Palazzo del Quirinale di essere favorevole nel mantenere Giuseppe Conte alla guida del nuovo governo, così come era stato richiesto dal Movimento 5 Stelle. Il 29 agosto, Mattarella convoca il premier dimissionario Conte a Palazzo del Quirinale per conferirgli l'incarico di formare un nuovo governo, che il presidente del Consiglio incaricato accetta con riserva.
Il Presidente incaricato Giuseppe Conte scioglie positivamente la riserva, accettando di formare un nuovo Governo di coalizione con M5S, PD e LeU e comunicando contestualmente la lista dei ministri. Il 5 settembre 2019 il Governo Conte II giura al Palazzo del Quirinale.

##### Crisi politica del 2021

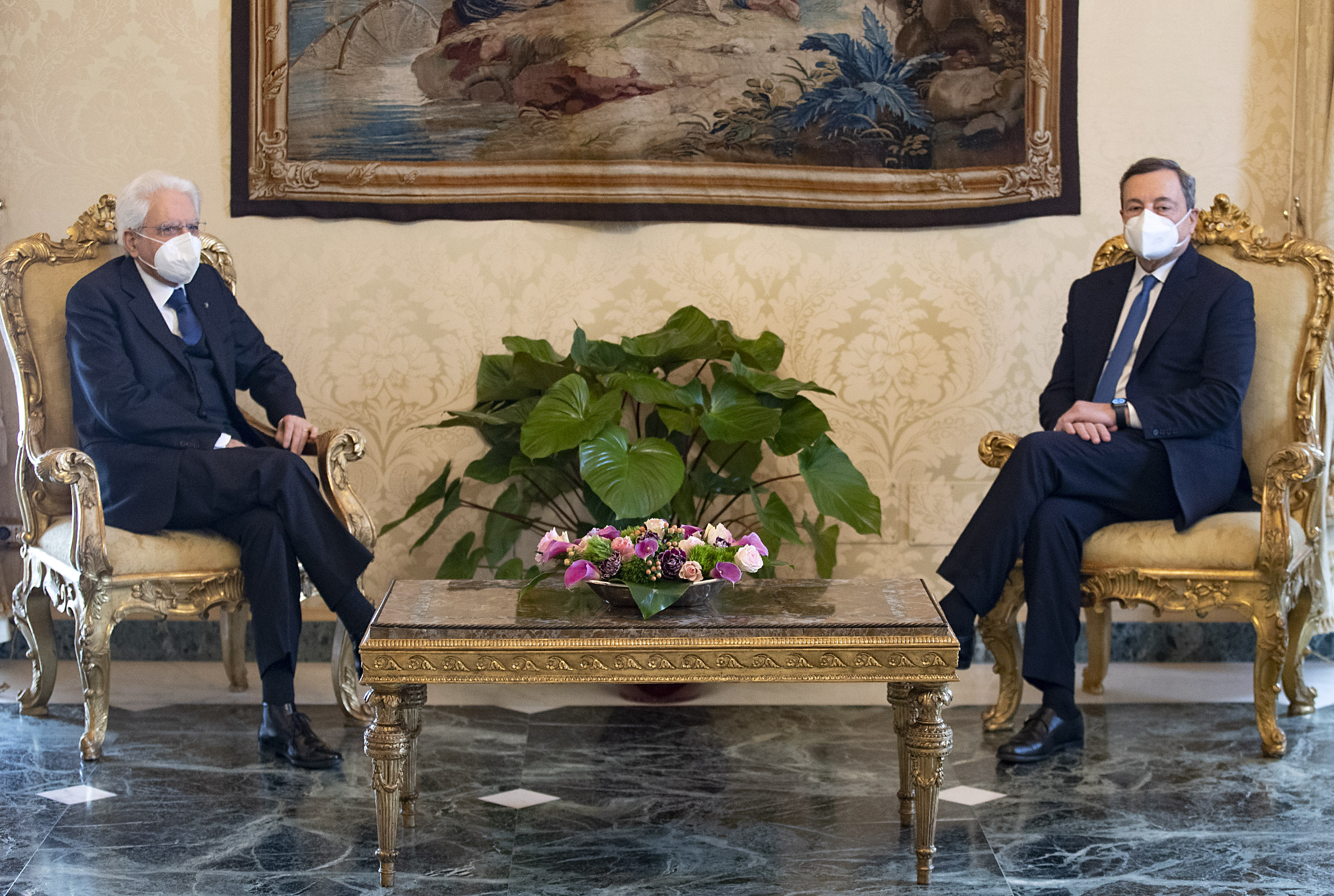
Sergio Mattarella a colloquio con il Presidente del Consiglio incaricato Mario Draghi il 3 febbraio 2021

A seguito di alcune settimane di tensioni all'interno della maggioranza di governo, il leader di Italia Viva Renzi ritira la propria delegazione di ministri. Il premier Conte, si presenta quindi alle Camere per verificare la tenuta del governo, ottenendo la maggioranza assoluta alla Camera e quella relativa in Senato, insufficiente per l'approvazione dei provvedimenti in alcune commissioni. Il 26 gennaio 2021 Conte si reca quindi al Quirinale, ove rassegna le proprie dimissioni al Presidente Mattarella, restando in carica per il disbrigo degli affari correnti.
Mattarella, a seguito delle consuete consultazioni con i rappresentanti delle istituzioni e le delegazioni dei partiti, conferisce al Presidente della Camera Fico un mandato esplorativo con lo scopo di costituire un nuovo governo con l'appoggio della maggioranza uscente. Il 2 febbraio Fico rimette il mandato esplorativo al Presidente della Repubblica, non avendo raggiunto un accordo con i renziani.
Mattarella convoca quindi l'ex Presidente della BCE Mario Draghi con lo scopo di costituire un governo di alto profilo istituzionale aperto a tutte le forze politiche.
A seguito delle consuete consultazioni del premier incaricato, Draghi trova un accordo con le forze politiche per la formazione di un nuovo governo, ottenendo l'appoggio di tutti i partiti presenti in Parlamento, con l'esclusione di Fratelli d'Italia e di Sinistra Italiana.
Il 13 febbraio il nuovo governo giura al Quirinale nelle mani del Presidente Mattarella ed ottiene in seguito un'ampia maggioranza in entrambe le Camere.

#### Secondo mandato (dal 2022)

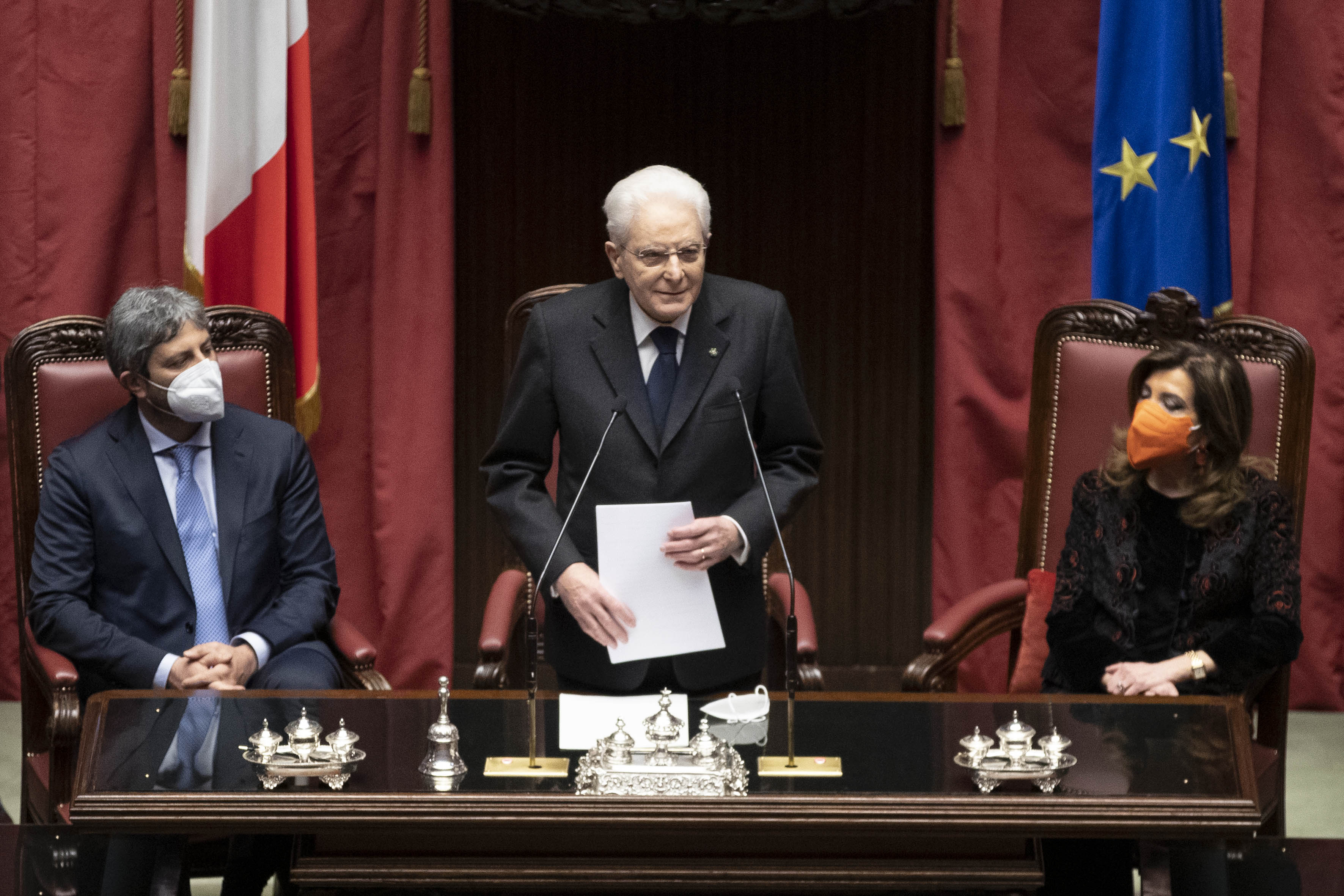
Il Presidente della Repubblica tiene il discorso d'insediamento dinnanzi al Parlamento in seduta comune

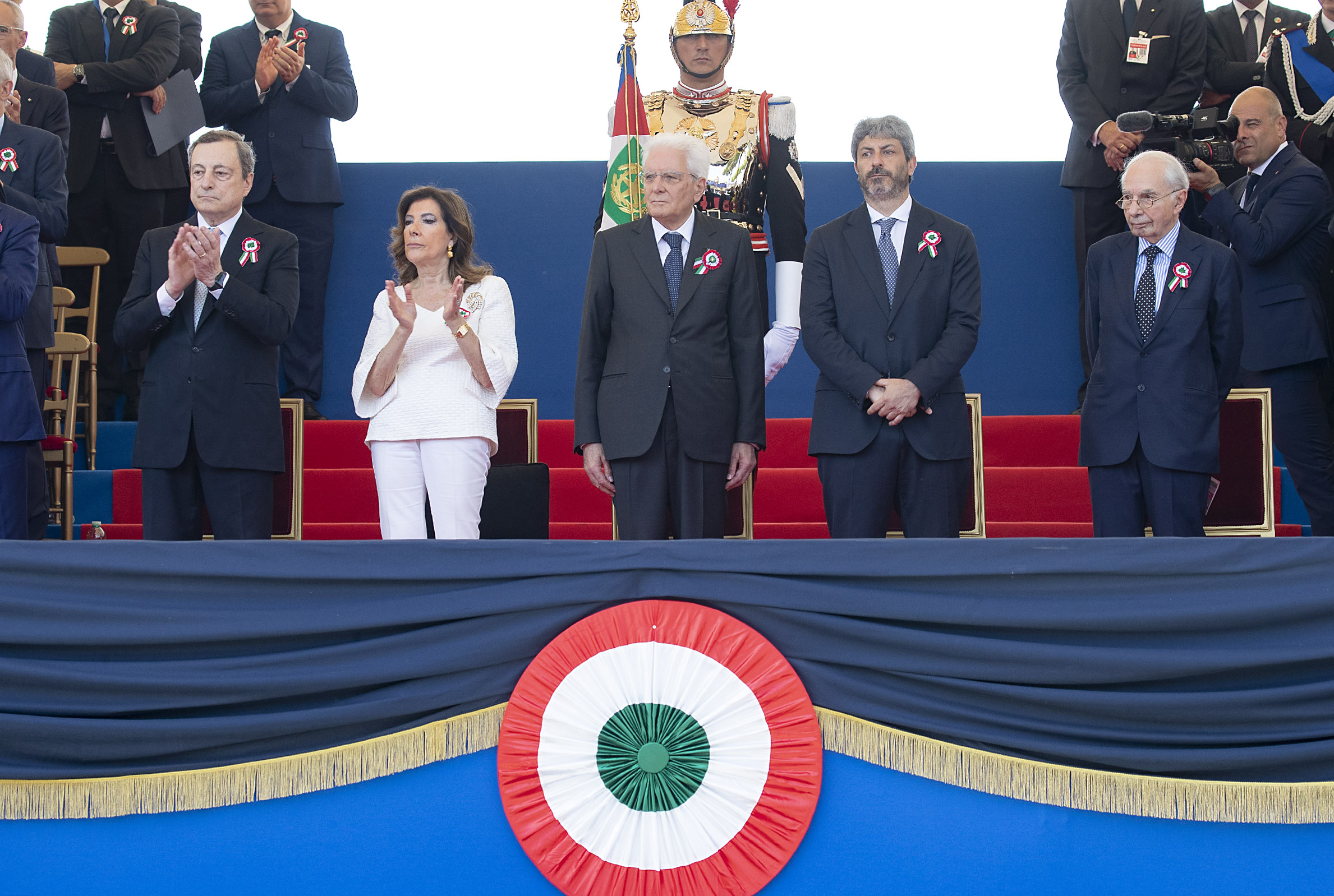
Il Presidente della Repubblica e le altre alte cariche dello Stato alla parata del 2 giugno 2022

Nel corso dell'elezione presidenziale del 2022 Sergio Mattarella è stato riconfermato Presidente della Repubblica Italiana per un secondo mandato, ottenendo all'ottavo scrutinio 759 voti su 1009 elettori (ovvero il 75,2% dell'assemblea) e risultando così il secondo Presidente eletto con il maggior numero di voti nella storia repubblicana dopo Pertini (eletto con 832 voti su 1011: 82,3%) e il terzo per percentuale di suffragi, dopo Gronchi (658 voti su 843: 78,1%) e prima di Cossiga (752 voti su 1011: 74,3%).
Ha prestato giuramento il successivo 3 febbraio, dando così inizio al suo secondo mandato.

##### Crisi politica del 2022
Il 14 luglio, i senatori del Movimento 5 Stelle non partecipano al voto di fiducia sul d.l. aiuti. Il Presidente del Consiglio Mario Draghi, che aveva in precedenza affermato che non avrebbe proseguito l'attività di governo se il Movimento 5 Stelle avesse ritirato il suo supporto all'esecutivo, presenta di conseguenza al Capo dello Stato le sue dimissioni. Mattarella tuttavia non le accetta e invita Draghi a presentarsi alle Camere per effettuare una valutazione della situazione creatasi.
Il 20 luglio una mozione di pieno sostegno all'esecutivo, su cui il governo aveva posto la questione di fiducia, non ottiene la maggioranza assoluta a causa della mancata partecipazione al voto di Forza Italia, Lega e Movimento 5 Stelle. Il 21 luglio il Presidente del Consiglio reitera dunque le dimissioni al Capo dello Stato, che ne prende atto e scioglie le Camere, indicendo le elezioni anticipate.

##### Elezioni politiche del 2022

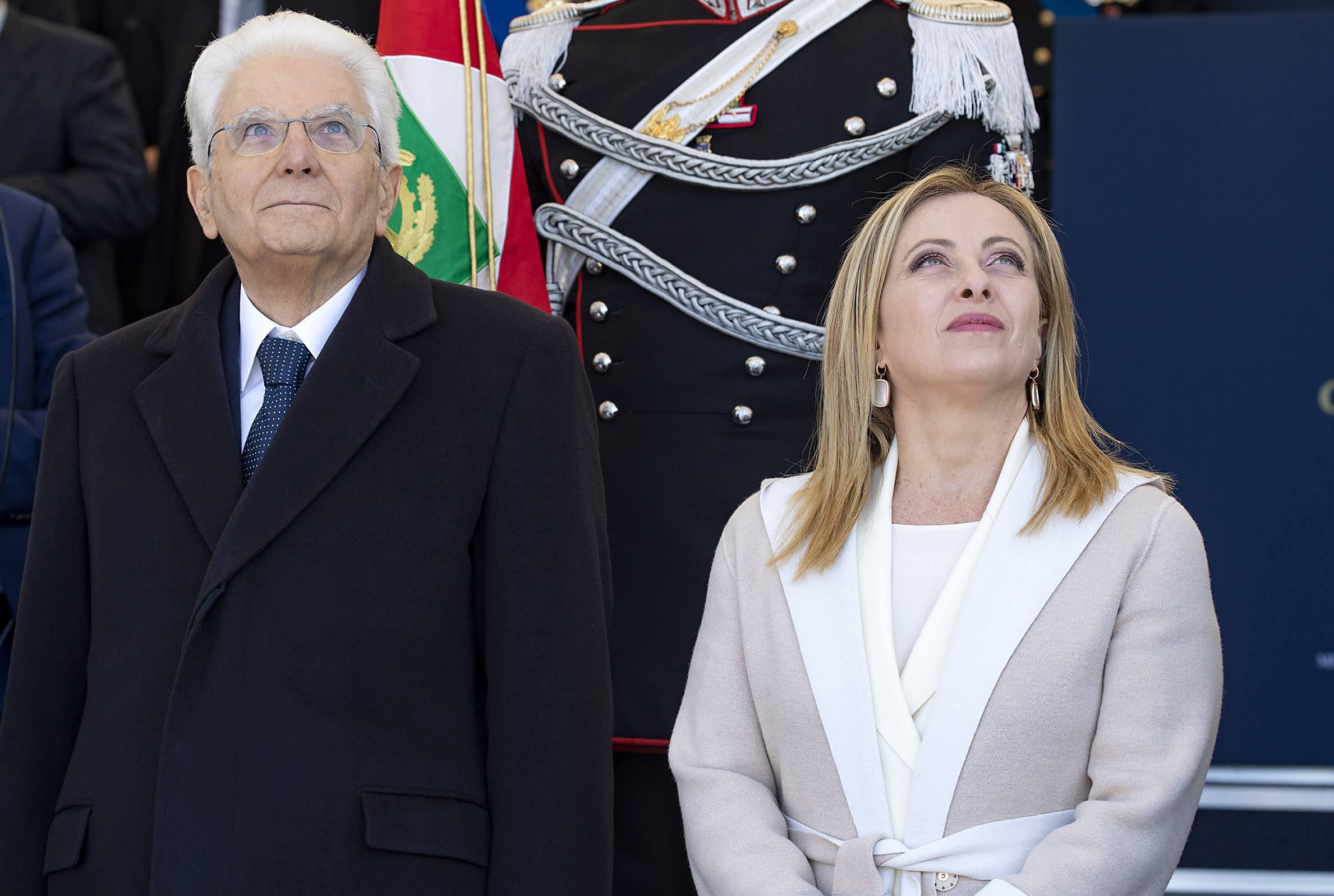
Mattarella e la Presidente del Consiglio Giorgia Meloni durante il centenario dell'Aeronautica Militare, 28 marzo 2023

A seguito delle elezioni politiche del 2022, che hanno visto la vittoria di una maggioranza assoluta da parte della coalizione di centro-destra, il 21 ottobre Mattarella ha conferito l'incarico di formare il governo a Giorgia Meloni, leader di Fratelli d'Italia.

#### Nomine presidenziali
Governi
- XVII legislatura (2013-2018)
  - Gentiloni, 12 dicembre 2016
- XVIII legislatura (2018-2022)
  - Conte I, 1º giugno 2018
  - Conte II, 5 settembre 2019
  - Draghi, 13 febbraio 2021
- XIX legislatura (2022-)
  - Meloni, 22 ottobre 2022

Senatori a vita
- Liliana Segre, 19 gennaio 2018

Giudici della Corte costituzionale
- Francesco Viganò, 24 febbraio 2018
- Emanuela Navarretta, 9 settembre 2020
- Marco D'Alberti, 15 settembre 2022
- Giovanni Pitruzzella, 10 novembre 2023
- Antonella Sciarrone Alibrandi, 10 novembre 2023

## Vita privata

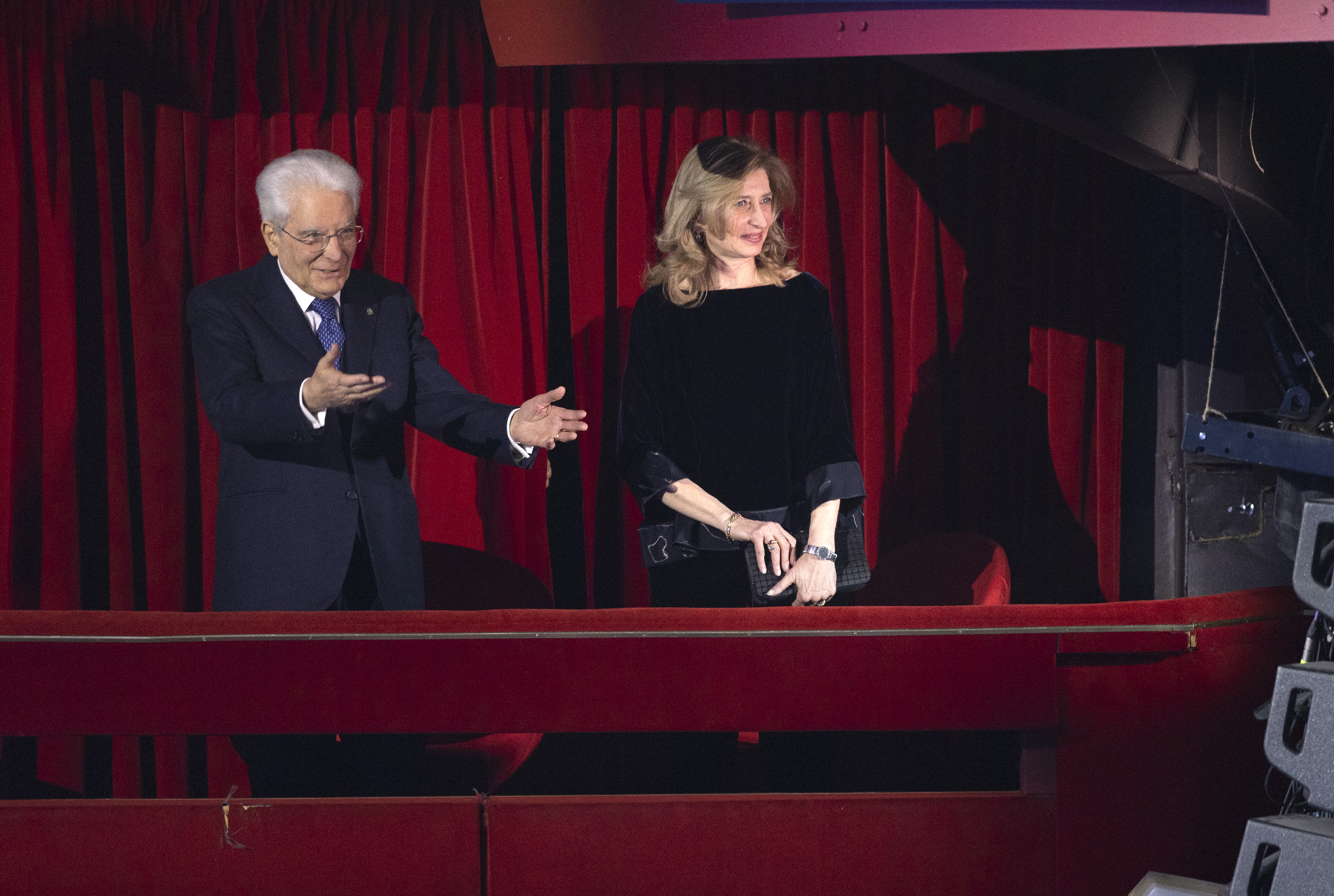
Sergio Mattarella e la figlia Laura ospiti del Festival di Sanremo 2023

È stato sposato con Marisa Chiazzese, figlia dell'ex rettore dell'Università di Palermo e docente di diritto romano Lauro Chiazzese e deceduta il 1º marzo 2012. Il fratello Piersanti aveva sposato la sorella di lei, Irma.
Ha tre figli: Laura (che durante il mandato presidenziale del padre svolge le funzioni di protocollo tipiche del consorte), Bernardo Giorgio e Francesco. Bernardo Giorgio, professore ordinario di diritto amministrativo all'Università di Siena, presso la Luiss Guido Carli di Roma e presso la Scuola Superiore della Pubblica Amministrazione, nel 2014 è stato posto dalla ministra Marianna Madia a capo dell'ufficio legislativo del Dipartimento della funzione pubblica presso la Presidenza del Consiglio dei ministri.

## Incarichi parlamentari
- IX legislatura
  - Componente della I Commissione (Affari costituzionali)
  - Componente della Giunta per le autorizzazioni a procedere in giudizio
  - Componente della Commissione parlamentare per il parere al Governo sulla destinazione dei fondi per la ricostruzione del Belice
- X legislatura
  - Componente della I Commissione (Affari costituzionali)
- XI legislatura
  - Vicepresidente della Commissione Parlamentare per le riforme istituzionali
  - Componente della I Commissione (Affari costituzionali)
  - Componente della Commissione speciale per l'esame, in sede referente, dei progetti di legge concernente la riforma dell'immunità parlamentare
- XII legislatura
  - Vicepresidente della I Commissione (Affari costituzionali)
  - Vicepresidente della Commissione parlamentare d'inchiesta sul terrorismo in Italia e sulle cause della mancata individuazione dei responsabili delle stragi
  - Componente della Commissione parlamentare d'inchiesta sul fenomeno della mafia e sulle altre associazioni criminali similari
- XIII legislatura
  - Componente della Commissione parlamentare per le riforme costituzionali
- XIV legislatura
  - Presidente del Comitato per la legislazione
  - Componente della III Commissione (Affari esteri e comunitari)
  - Componente della Delegazione parlamentare presso l'Assemblea NATO
- XV legislatura
  - Presidente della Commissione Giurisdizionale per il personale
  - Componente della III Commissione (Affari esteri e comunitari)
  - Componente della Giunta delle elezioni
  - Componente della Commissione Parlamentare per le questioni regionali

## Onorificenze

### Onorificenze italiane

#### Come presidente della Repubblica

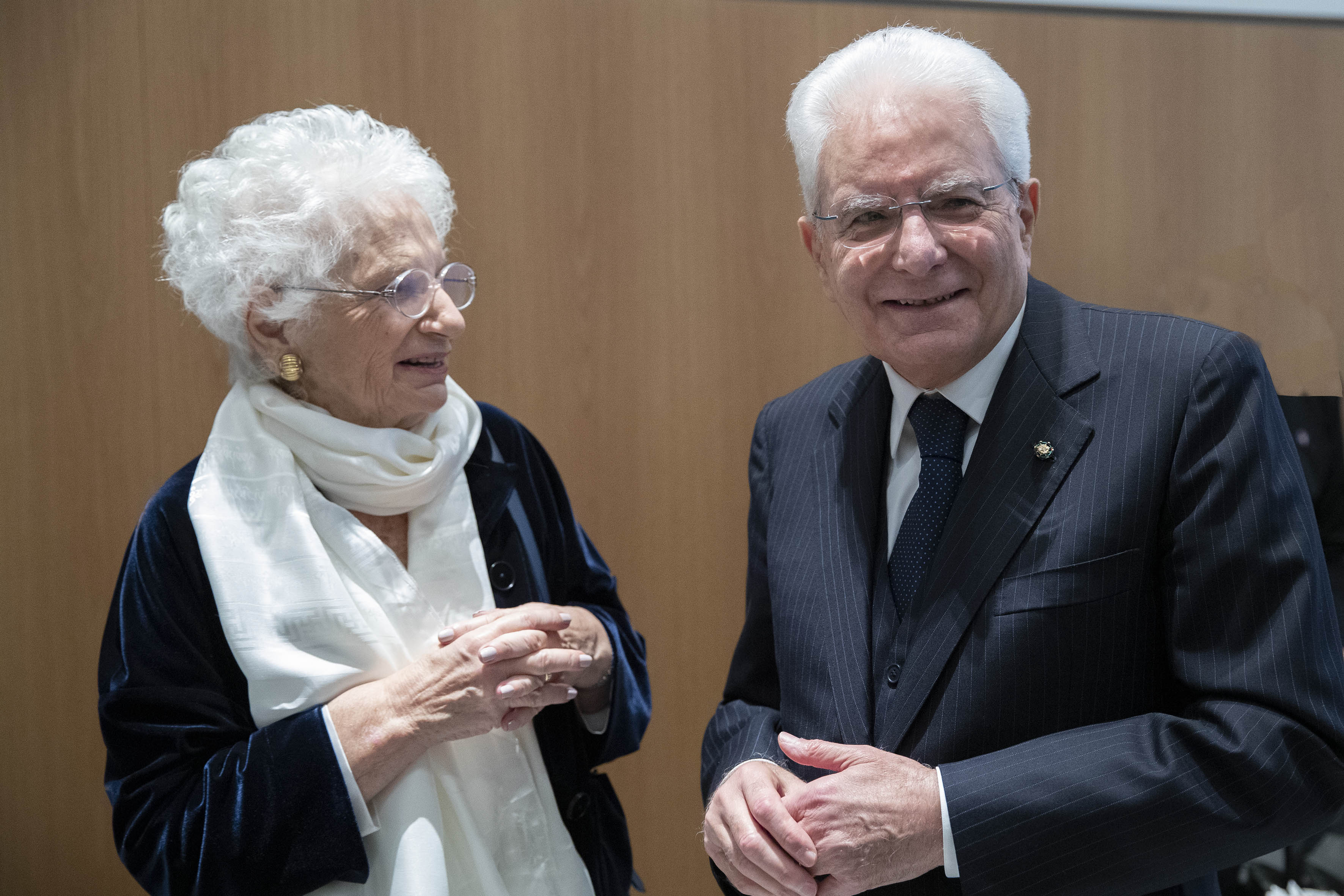
Il presidente Mattarella con la senatrice a vita Liliana Segre nel 2019

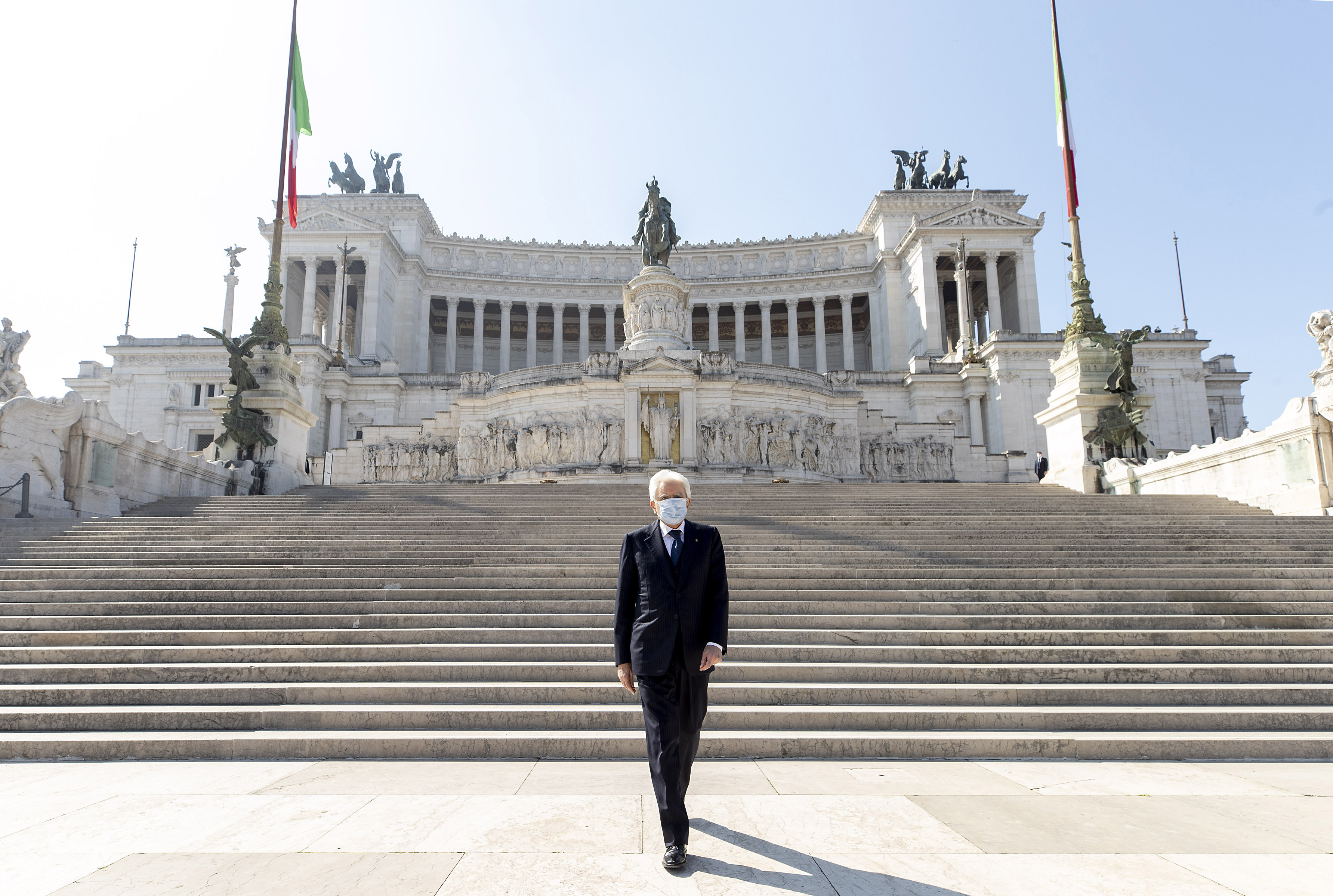
Mattarella all'Altare della patria con la mascherina protettiva durante le celebrazioni del 25 aprile 2020, in piena pandemia

Nelle sue funzioni di presidente della Repubblica Italiana è dal 3 febbraio 2015:

#### A titolo personale
Personalmente, prima di assumere l'incarico di Presidente della Repubblica, era stato insignito di:

### Onorificenze estere

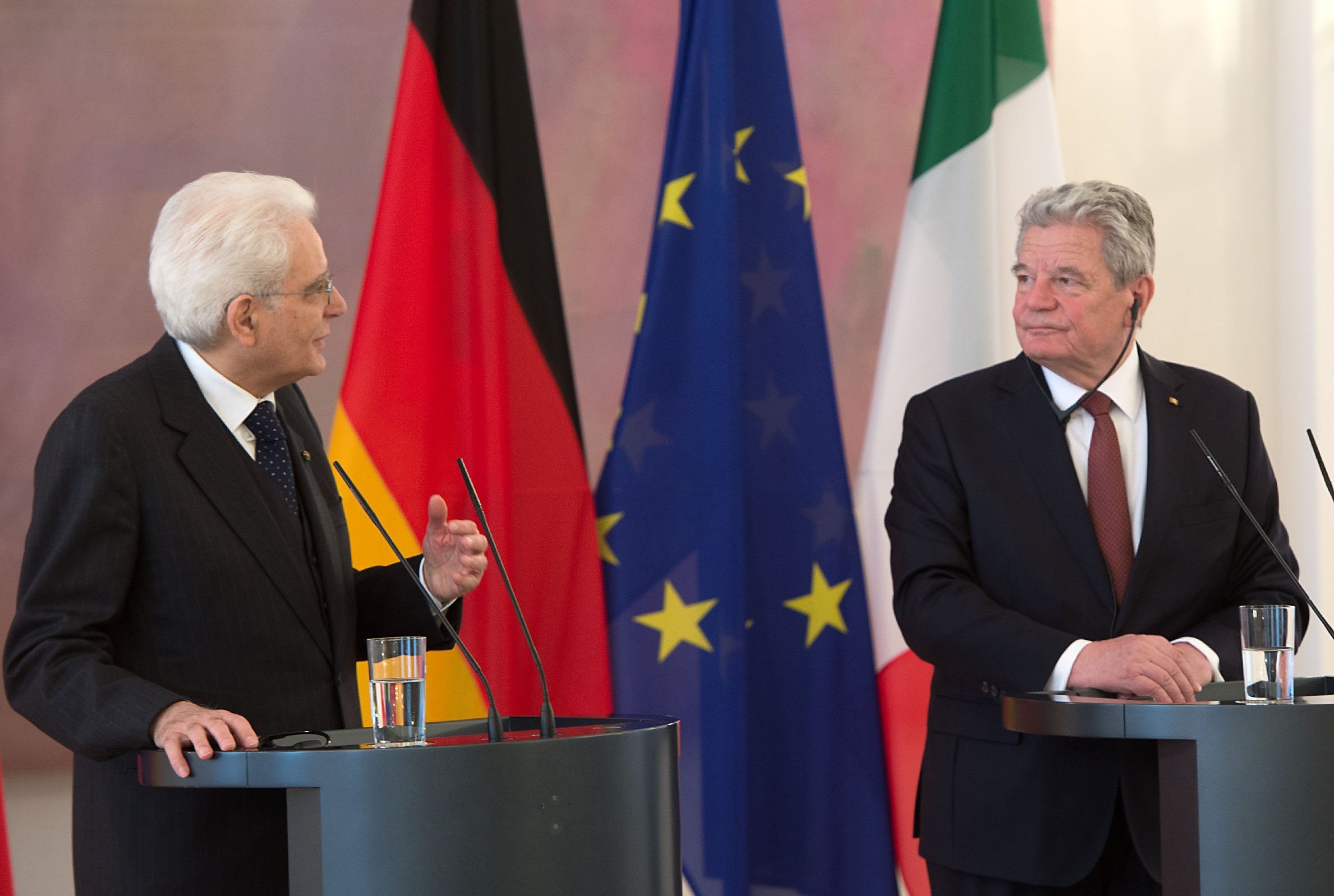
Il presidente Sergio Mattarella nel corso dell'incontro con la stampa al termine dei colloqui con il presidente federale della Germania Joachim Gauck, 2 marzo 2015

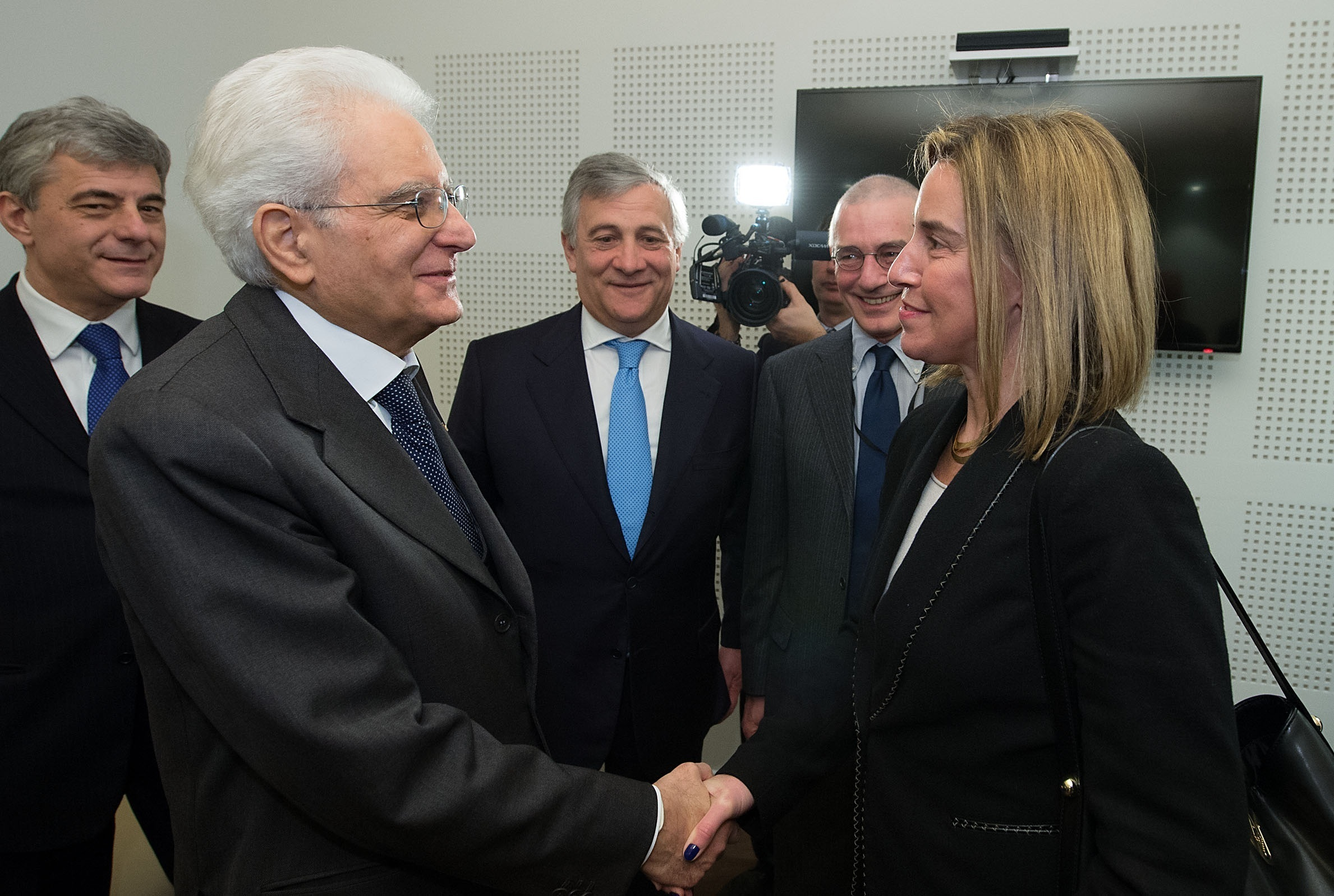
Il presidente Sergio Mattarella con l'alto rappresentante Federica Mogherini, e il vicepresidente del Parlamento europeo Antonio Tajani nel marzo 2015

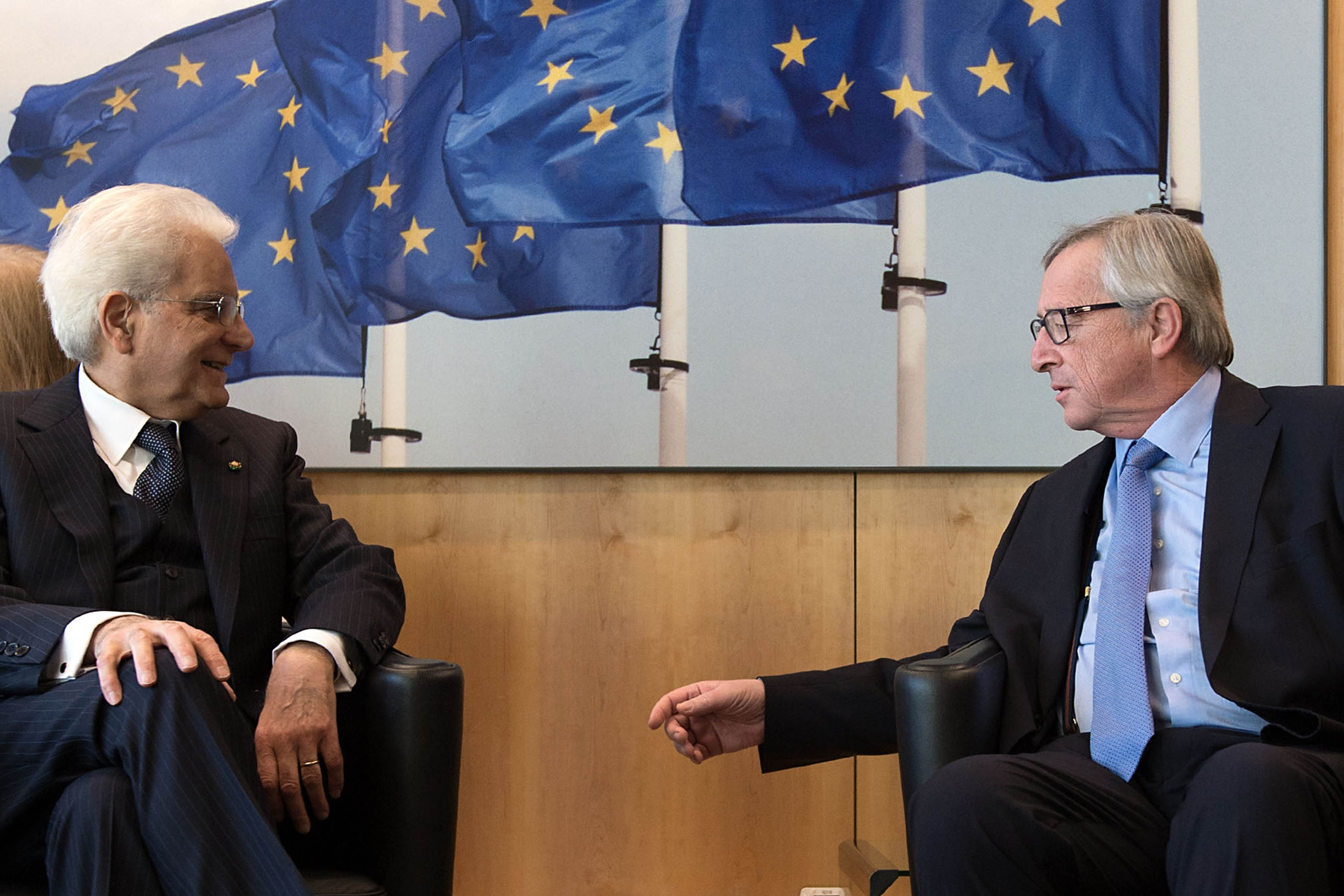
Il presidente Sergio Mattarella con il presidente della Commissione europea Jean-Claude Juncker nel 2015

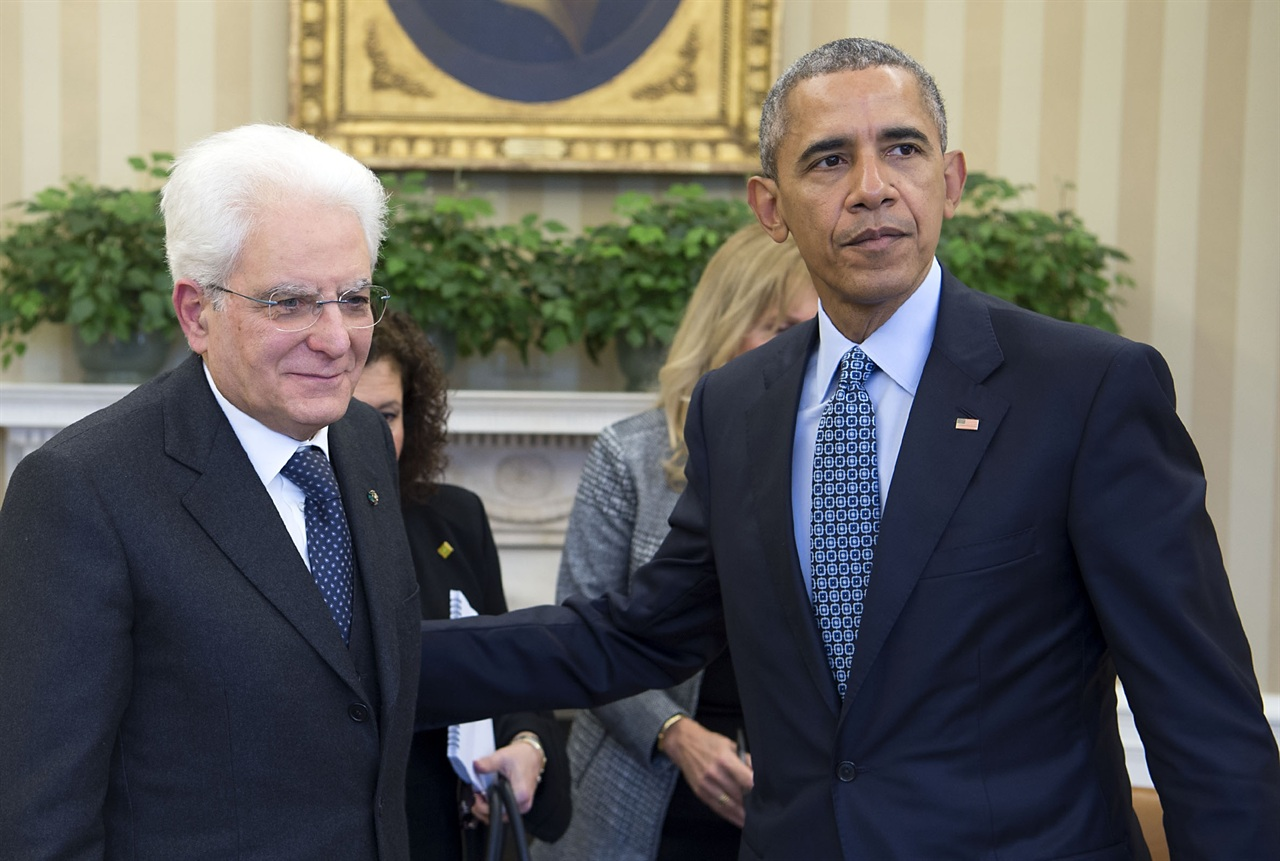
Mattarella con il presidente degli Stati Uniti Barack Obama nel 2016

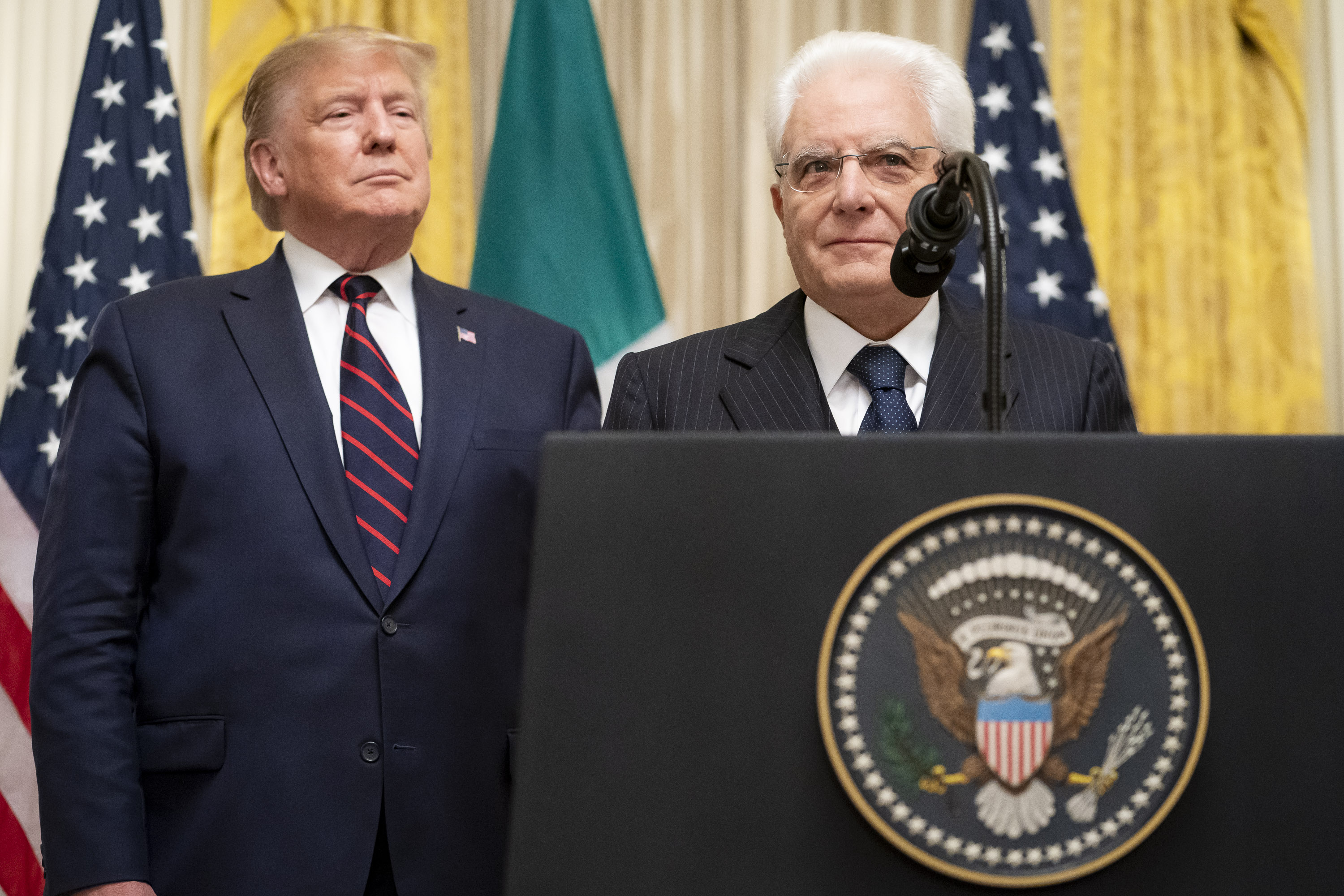
Sergio Mattarella e Donald Trump alla Casa Bianca

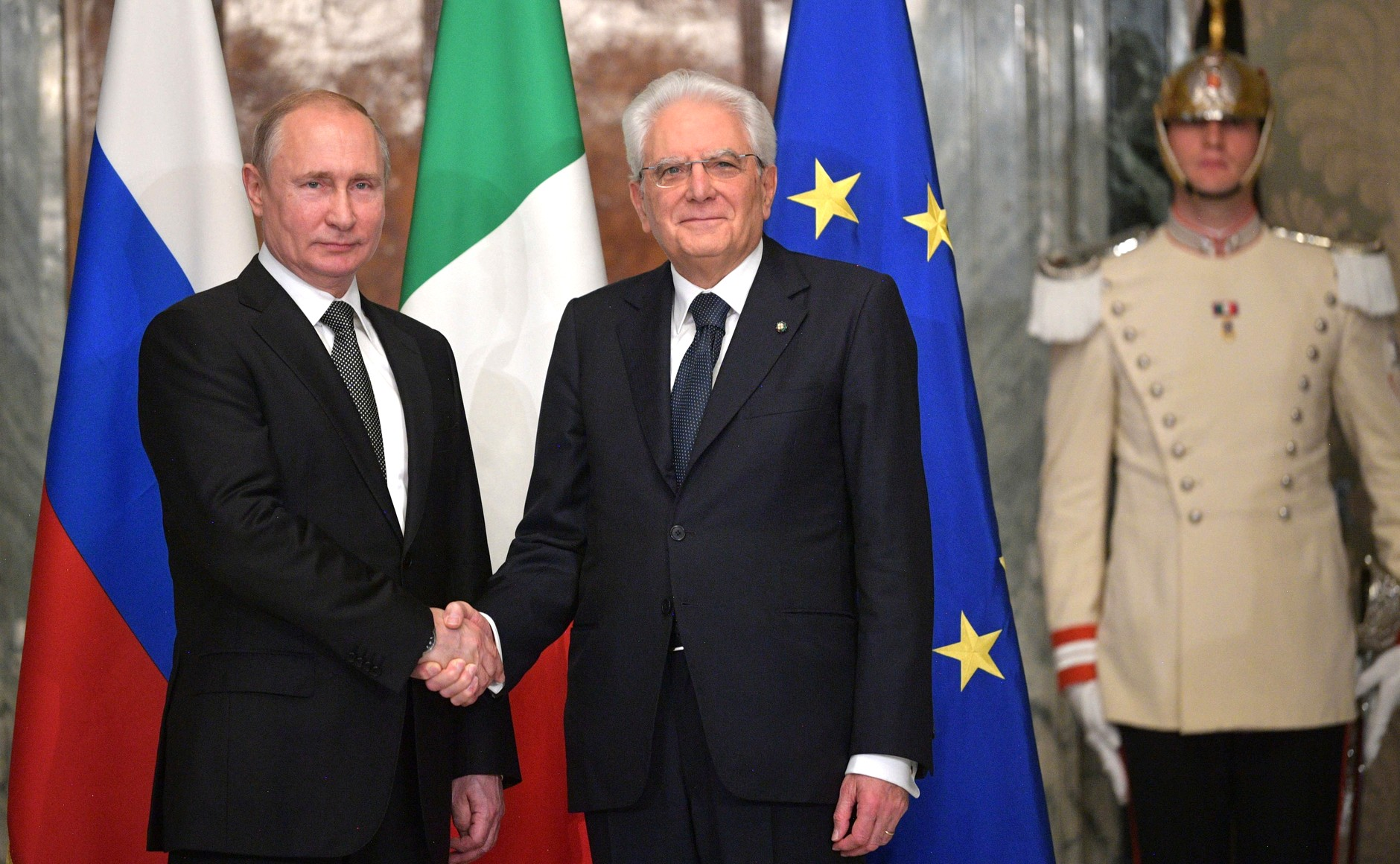
Mattarella con il presidente russo Vladimir Putin nel 2019

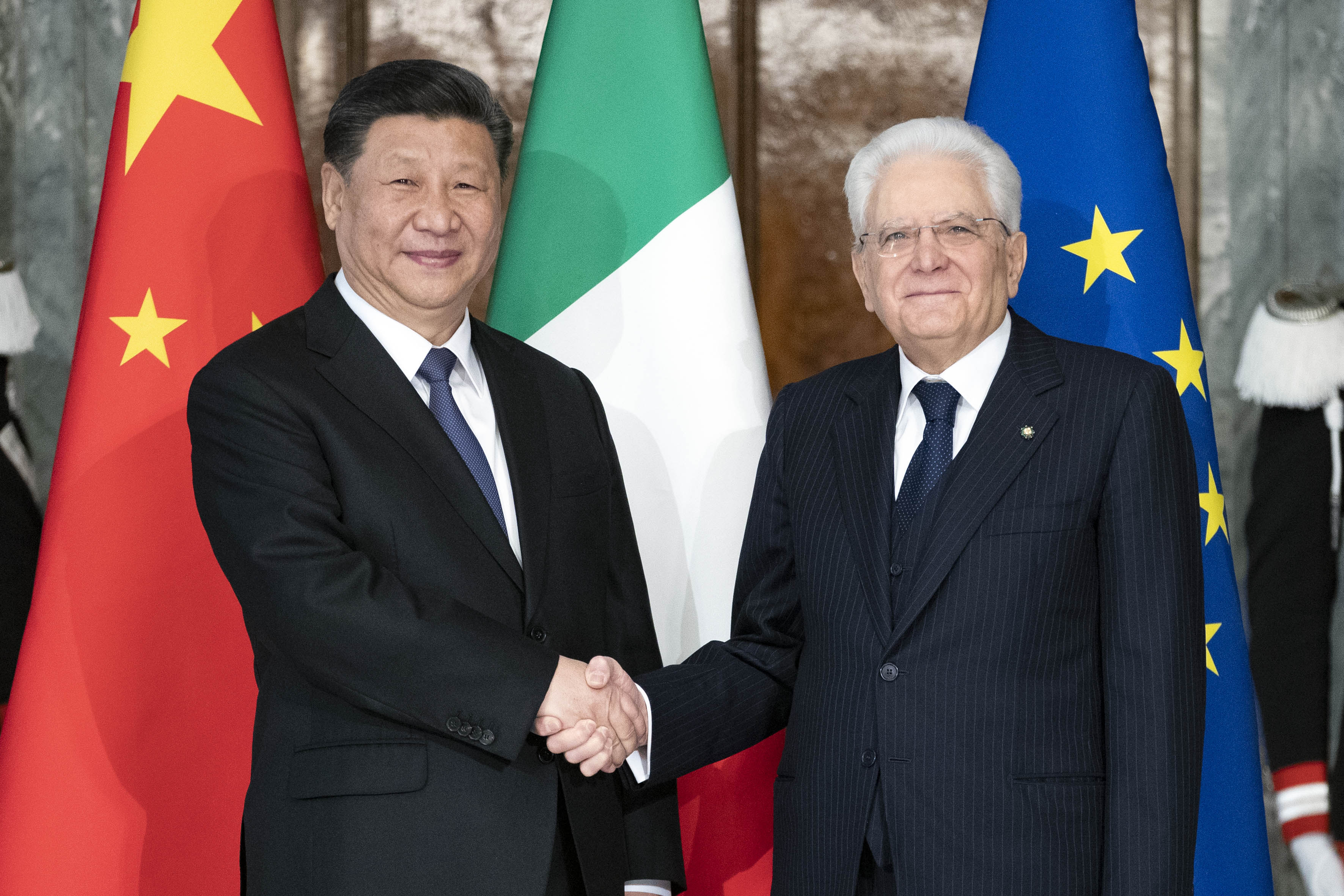
Sergio Mattarella con il presidente cinese Xi Jinping nel 2019

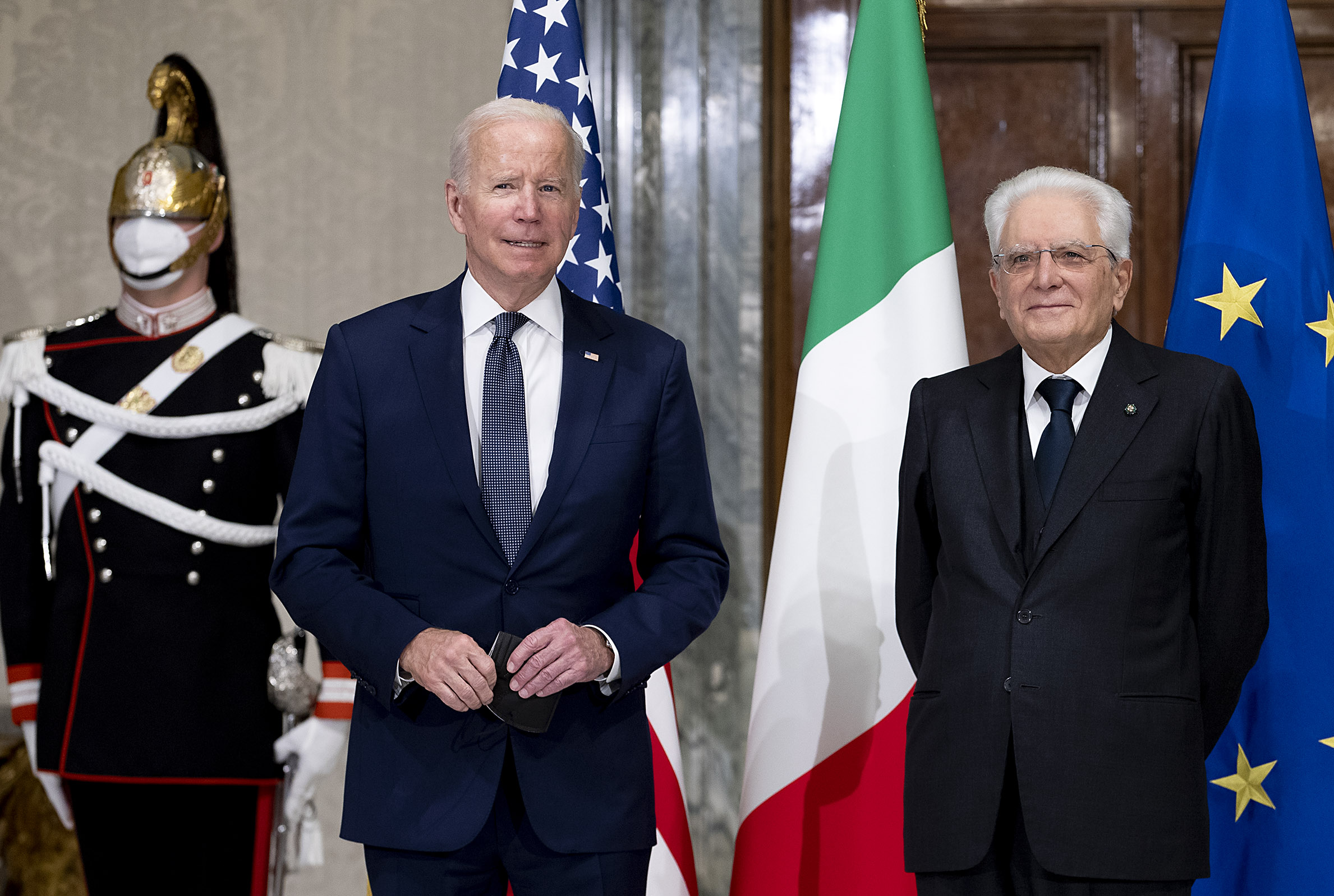
Mattarella con Joe Biden nel 2021

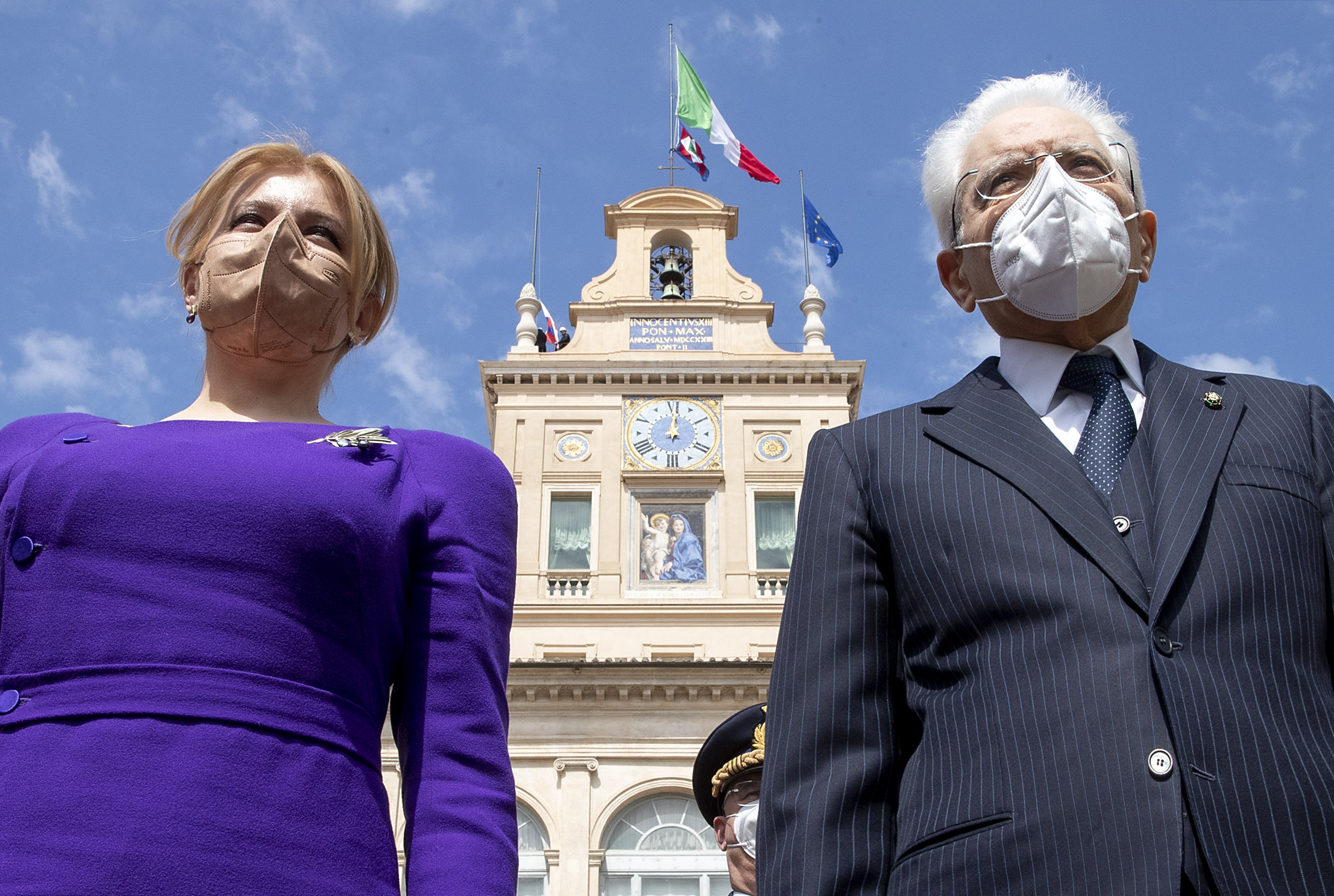
Il presidente Sergio Mattarella con la presidente della Slovacchia Zuzana Čaputová, in visita ufficiale il 20 aprile 2022